# Liste von Persönlichkeiten der Stadt Mailand
Diese Liste enthält in Mailand geborene Persönlichkeiten sowie solche, die in Mailand gewirkt haben, dabei jedoch andernorts geboren wurden. Die Liste erhebt keinen Anspruch auf Vollständigkeit.

## In Mailand geborene Persönlichkeiten

### 2. bis 16. Jahrhundert
- Didius Julianus (133–193), römischer Kaiser
- Marcellina von Mailand (um 327 – um 398), frühchristliche Jungfrau und Heilige, Schwester von Satyrus und Ambrosius von Mailand
- Satyrus von Mailand (um 331 – 378), Heiliger und römischer Präfekt, Bruder von Marcellina und Ambrosius von Mailand
- Ambrosius von Mailand (um 339 – 397), römischer Politiker und Bischof von Mailand, Bruder von Marcellina und Satyrus von Mailand
- Maurilius von Angers (um 364 – 453), heiliger Bischof
- Anselm II. von Lucca, eigentlich Anselmo da Baggio (1035–1086), römisch-katholischer Bischof und Heiliger
- Urban III. (um 1120 – 1187), Papst
- Coelestin IV. (?–1241), Papst
- Pietro Peregrossi (1220–1295), Kardinal der katholischen Kirche
- Rinaldo da Concorezzo (um 1250 – 1321), Seliger, Erzbischof von Ravenna
- Stefano Visconti (1288–1327), Mitglied der Familie Visconti
- Giovanni da Legnano (um 1320 – 1383), Jurist, Militärtheoretiker und Kirchenrechtler
- Marco Visconti (1353–1382), Mitherrscher von Mailand
- Bernardo Landriani (um 1395 – 1451), Erzpriester und Bischof von Como
- Gerardo Landriani (um 1395 – 1445), Doktor der Rechte, Bischof von Lodi, Bischof von Como und Kurienkardinal der römisch-katholischen Kirche
- Antonio Pusterla (um 1410 – 1457), Kleriker, Doktor der Rechte, Apostolischer Protonotar und Bischof von Como
- Branda Castiglioni (um 1415 – 1487), Kleriker aus der Mailänder Familie Castiglioni, Diplomat und Bischof von Como
- Martino Pusterla (um 1415 – 1460), Kleriker, Doktor der Rechte und Bischof von Como
- Giovanni Antonio Piatti (um 1447 – 1480), Bildhauer der lombardischen Renaissance
- Francesco Cazzaniga (um 1450 – vor 1486), Bildhauer der Renaissance
- Pietro Antonio Solari (um 1450 – 1493), Architekt und Bildhauer
- Martino Benzoni (um 1451 – um 1498), Bildhauer der Renaissance
- Ascanio Sforza (1455–1505), Sohn des Herzogs Francesco I. Sforza
- Antonio Trivulzio der Ältere (1457–1508), Bischof von Como, Kardinal
- Bernardino Corio (1459 – um 1519), Historiker und Humanist
- Benedetto Briosco (um 1460 – vor 1526), Bildhauer der Renaissance
- Tommaso Cazzaniga (um 1460 – vor 1504), Bildhauer der Renaissance
- Andrea Solari (1460–1524), Maler
- Scaramuccia Trivulzio (1465–1527), Bischof von Como, Kardinal
- Giovanni Antonio Boltraffio (1467–1516), Maler
- Antonio Trivulzio (um 1467 – wohl um 1522), Kleriker aus der Mailänder Familie Trivulzio, Bischof von Como, Bischof von Asti und Bischof von Piacenza
- Bianca Maria Sforza (1472–1510), Gemahlin des deutschen Königs Maximilian I.
- Lorenzo Campeggi (1474–1539), Jurist und Kardinal
- Cesare Cesariano (1475–1543), Maler und Architekt
- Giacomo Simonetta (1475–1539), Kardinal der katholischen Kirche
- Salaj (um 1480 – um 1524), Maler
- Agostino Trivulzio (um 1485 – 1548), Kardinal der katholischen Kirche
- Galeazzo Flavio Capella (1487–1537), Schriftsteller und Staatsmann
- Pietro Paolo Borrono (um 1490 – ?), Komponist und Lautenist
- Francesco Melzi (um 1491 – um 1570), Maler
- Massimiliano Sforza (1493–1530), Mitglied der Familie Sforza
- Gian Giacomo Medici (um 1495 – 1555), Adliger
- Pius IV. (1499–1565), Papst
- Ludovico Simonetta (um 1500–1568), Kardinal der katholischen Kirche
- Filippo Archinto (Erzbischof) (1500–1558), Apostolischer Nuntius und Erzbischof von Mailand
- Francesco de Pozzo (1501–1560), Kaiserlicher Architekt, Festungsbaumeister

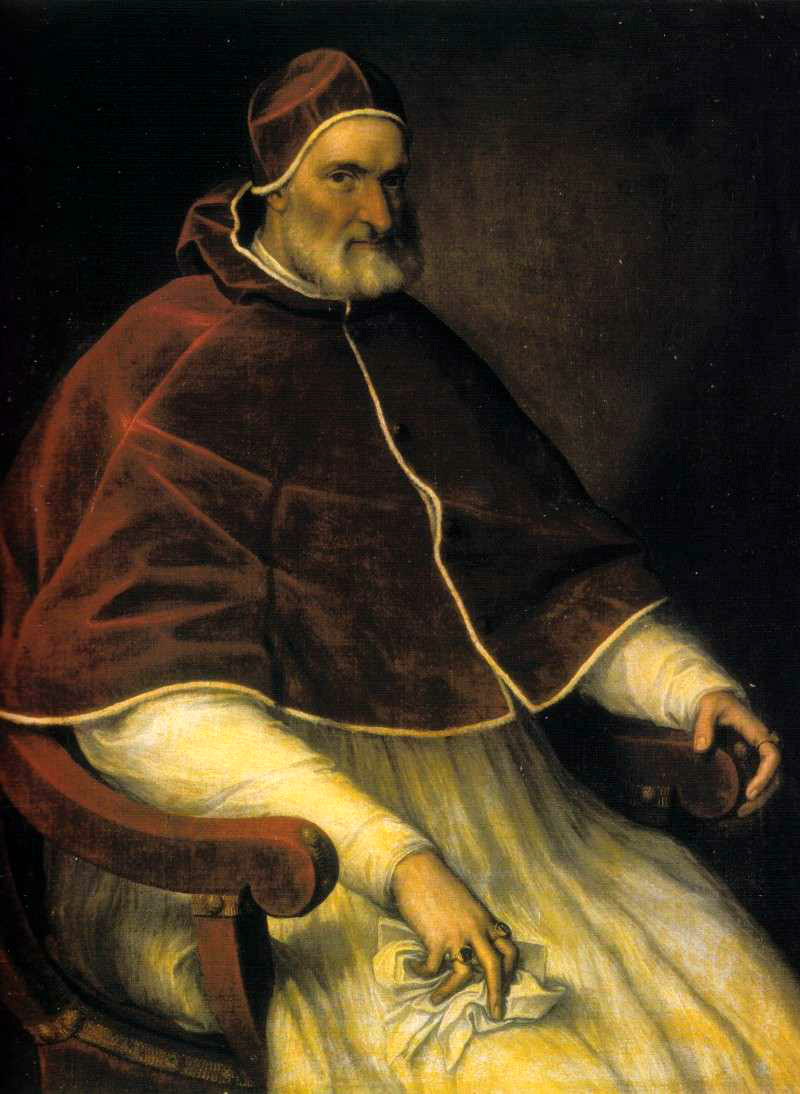
Papst Pius IV.

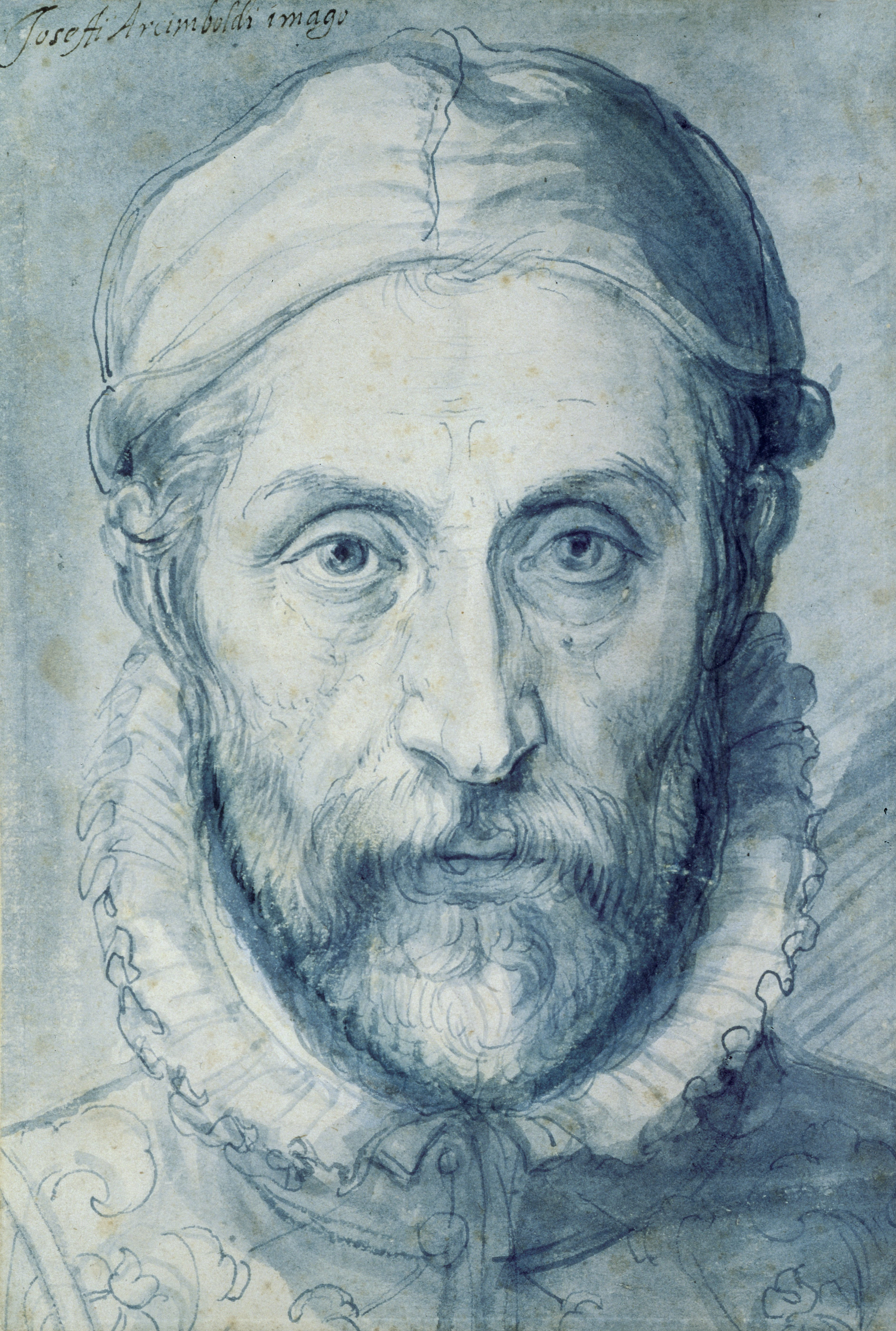
Giuseppe Arcimboldo

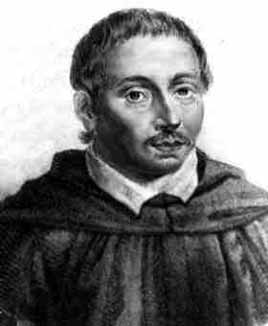
Bonaventura Cavalieri

- Giulio da Milano (1504–1581), auch Giuseppe della Rovere genannt, Augustinermönch, katholischer Theologe, evangelischer Pfarrer und Reformator von Vicosoprano, Poschiavo und Tirano
- Giovanni Morone (1509–1580), katholischer Bischof und Kardinal
- Antonio Trivulzio (1514–1559), Kardinal
- Girolamo Benzoni (1519–1570), Reisender und Historiker
- Natale Conti (1520–1582), Gelehrter und Historiker
- Francesco Alciati (1522–1580), Kardinal der Katholischen Kirche
- Giuseppe Arcimboldo (um 1526 – 1593), Maler
- Pompeo Leoni (um 1530 – 1608), Bildhauer, Medailleur und Kunstsammler
- Aurelio Luini (1530–1593), Maler
- Cesare Negri (um 1535 – um 1604), Tanzmeister
- Giovanni Paolo Lomazzo (1538–1600), Maler, Kunsthistoriker und Kunsttheoretiker
- Annibale Fontana (1540–1587), Bildhauer, Medailleur und Ziseleur des Manierismus
- Sebastian Cattaneo (1545–1609), Bischof von Chiemsee
- Nunzio Galizia (vor 1550–nach 1621), Miniaturmaler
- Michelangelo Merisi da Caravaggio (1571–1610), Maler
- Alfonso Visconti (1552–1608), Kardinal der katholischen Kirche
- Giovanni Ambrogio Figino (1553–1608), Maler
- Paolo Emilio Sfondrati (1560–1618), Kardinal der katholischen Kirche
- Pietro Antonio Daverio (1564–1621 oder 1622), Bildhauer
- Fede Galizia (1578–1630), Malerin
- Alessandro Tadino (1580–1661), Mediziner
- Francesco Maria Richini (1584–1658), Baumeister, Architekt und Bildhauer
- Giulio Roma (1584–1652), Bischof und Kardinal
- Onorato Visconti (um 1585–1645), Bischof und Apostolischer Nuntius
- Valerian von Magnis (1586–1661), Provinzial
- Camillo Melzi (1590–1659), Erzbischof von Capua, Kardinal
- Cesare Monti (1594–1650), Erzbischof von Mailand und Kardinal
- Bonaventura Cavalieri (1598–1647), Jesuit, Mathematiker und Astronom
- Manfredo Settala (1600–1680), Sammler und Wissenschaftler

### 17. Jahrhundert
- Francesco Visconti (um 1601 – 1681), Bischof von Alessandria und Cremona
- Chiara Margarita Cozzolani (1602–?), Sängerin und Komponistin
- Michelangelo Grancino (um 1605–1669), Organist, Kapellmeister und Komponist
- Ercole Procaccini d. J. (1605–1677), Maler
- Alfonso Michele Litta (1608–1679), Kardinal und Erzbischof von Mailand
- Domenico della Torre (?–nach 1679), Baumeister und Architekt
- Luigi Alessandro Omodei oder Homodei oder Amadei (1608–1685), Kardinal der katholischen Kirche
- Carlo Francesco Nuvolone (1608 oder 1609–1661), Maler und Freskant
- Renato II. Borromeo (1613–1685), Adliger
- Giberto III. Borromeo (1615–1672), Adliger
- Federico Visconti (1617–1693), Adliger, Kardinal[1]
- Giuseppe Nuvolone (1619–1703), Maler und Freskant
- Vitaliano VI. Borromeo (1620–1690), Adliger
- Antonio Busca (1625–1686), Maler
- Francesco Antonio Urio (um 1631–um 1719), Komponist
- Giacomo Antonio Morigia (1633–1708), katholischer Theologe, Bischof und Kardinal
- Federico Caccia (1635–1699), Erzbischof von Mailand und Kardinal
- Filippo Abbiati (1640–1715), Maler
- Celestino Sfondrati (1644–1696), Fürstabt von St. Gallen und Kardinal
- Carlo Ambrogio Lonati (um 1645–?), Komponist, Violinist und Sänger
- Johann Karl von Pálffy (1645–1694), kaiserlich österreichischer Feldmarschall
- Ercole Visconti (1646–1712), Geistlicher, Titularerzbischof und päpstlicher Diplomat
- Giovanni Ceva (1647–1734), Mathematiker
- Francesco Bonesana (1649–1709), Nuntius und Bischof von Como
- Ferdinando D’Adda (1650–1719), Kardinal
- Giuseppe Archinto (1651–1712), Kardinal der katholischen Kirche
- Luigi Omodei oder Amadei (1656–1706), Kardinal der katholischen Kirche
- Giuseppe Olgiati (1660–1736), apostolischer Protonotarius und Bischof von Como
- José de Patiño y Morales (1666–1736), spanischer Verwaltungsbeamter
- Bartolomeus Curtius (1666–1738), Stadtphysicus in Mailand und Mitglied der Gelehrtenakademie „Leopoldina“
- Carlo Gaetano Stampa (1667–1742), Erzbischof von Mailand und Kardinal
- Carlo Antonio Tavella (1668–1738), Maler
- Giberto Borromeo (1671–1740), Kardinal der römisch-katholischen Kirche
- Carlo Granelli (1671–1739), Jesuit, Historiker und Numismatiker
- Gioacchino Besozzi (1679–1755), Zisterzienserabt und Kardinal
- Giovanni Benedetto Borromeo Arese (1679–1744), Adliger und Unternehmer
- Ignazio Visconti (1682–1755), 16. General der Societas Jesu
- Roque Ceruti (um 1683–1760), peruanischer Komponist
- Giuseppe Besozzi (1686–1760), Oboist
- Giuseppe Maria Imbonati (1688–1768), Literat und Kunstmäzen
- Giuseppe Castiglione (1688–1766), Jesuit, Missionar und Maler
- Paolo Cernuschi (1691–1746), apostolischer Protonotarius und Bischof von Como
- Giorgio Antoniotti (um 1692–1776), Komponist und Cellist
- Alberico Simonetta (1694–1739), apostolischer Protonotarius und Bischof von Como
- Giuseppe Sammartini (1695–1750), Oboist und Komponist
- Fabrizio Serbelloni (1695–1775), Kardinal
- Alberico Archinto (1698–1758), Kardinal der Katholischen Kirche
- Carlo Luigi Grua (um 1700 – 1773), Komponist und Kapellmeister
- Anton Litta (1700–1770), kaiserlicher General der Kavallerie (Generalkommissar der Armee in der Lombardei) sowie Ritter des Goldenen Vlies und 5. Marchese von Gambolò
- Giovanni Battista Sammartini (1700/01–1775), Komponist

### 18. Jahrhundert

Maria Gaetana Agnesi

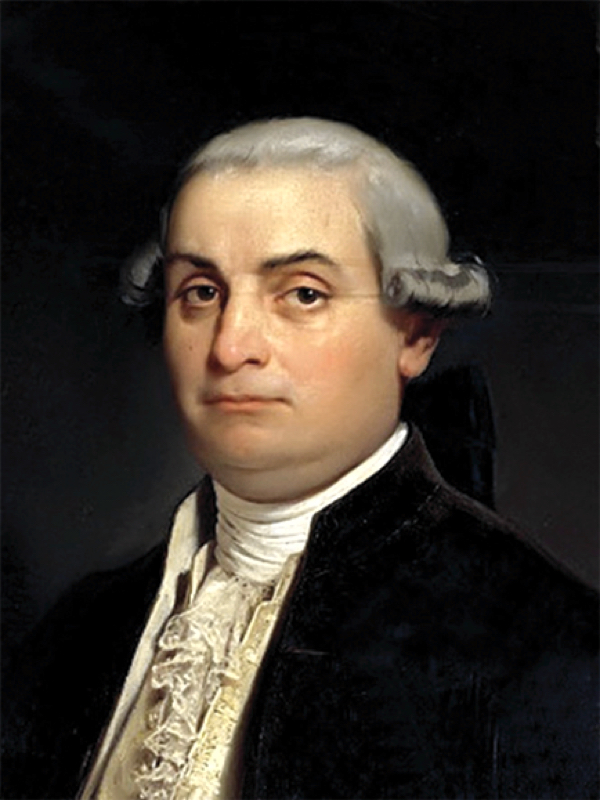
Cesare Beccaria

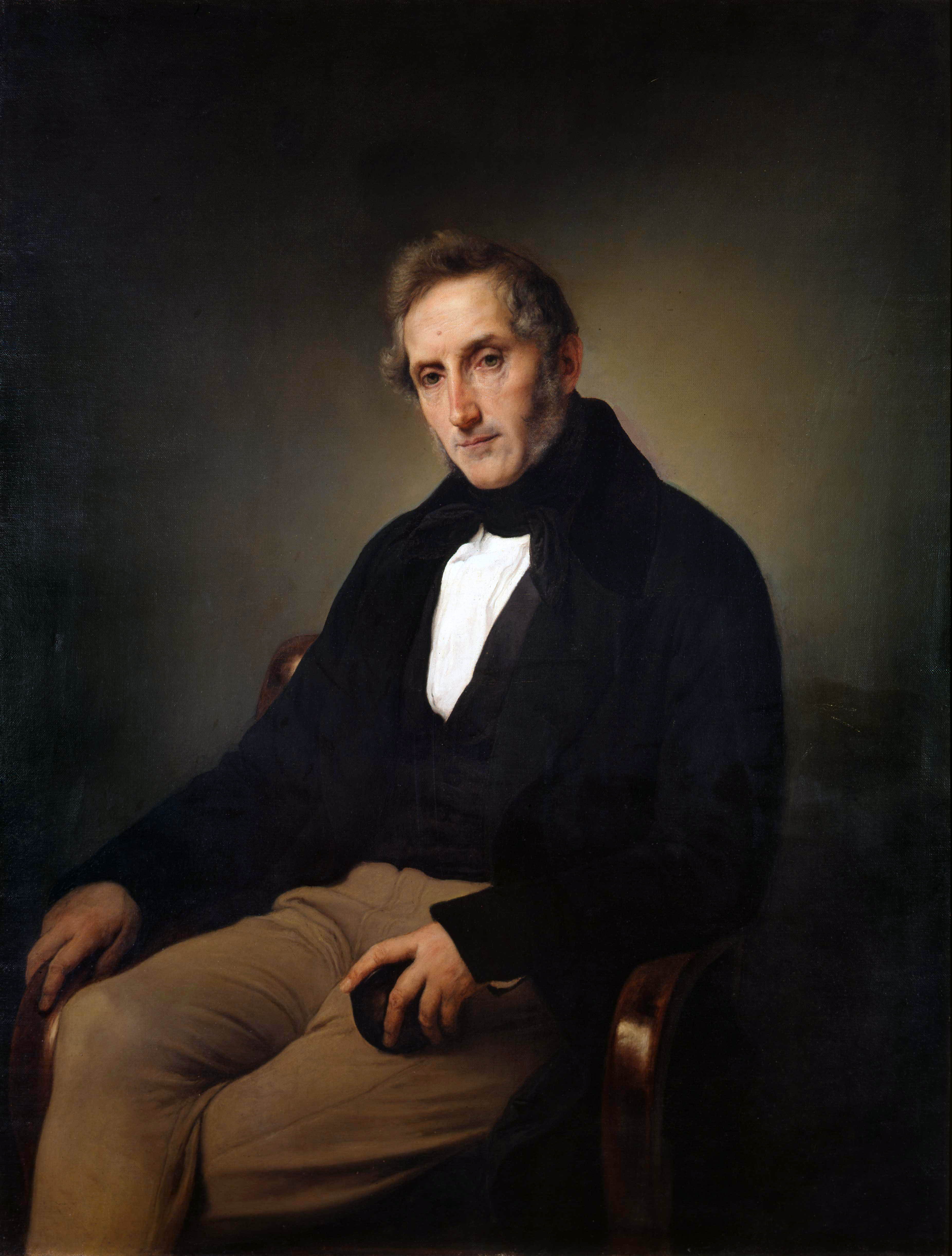
Alessandro Manzoni

- Giovanni Antonio Lecchi (1702–1776), Mathematiker, Physiker und Jesuit
- Giuseppe Maria Castelli (1705–1780), Kardinal der römisch-katholischen Kirche
- Franz Maximilian Freiherr Jahnus von Eberstädt (1711–1772), österreichischer Feldmarschalleutnant und Stadtkommandant von Hamburg
- Felice Salimbeni (um 1712–1755), Kastrat
- Giuseppe Allegranza (1713–1785), Dominikaner und Historiker
- Antonio Eugenio Visconti (1713–1788), Kardinal der katholischen Kirche
- Giorgio Giulini (1714–1780), Historiker
- Anton Georg von Clerici (1715–1768), k.k. Feldzeugmeister, Träger des Ordens vom Goldenen Vließ sowie Grande von Spanien erster Klasse[1] und wirklicher Geheimer Rat
- Maria Gaetana Agnesi (1718–1799), Mathematikerin und Philanthropin
- Giovanni Ambrogio Migliavacca (um 1718 – um 1795), Librettist
- Giustino Menescardi (um 1720 – nach 1779), Maler
- Maria Teresa Agnesi Pinottini (1720–1795), Komponistin und Cembalistin
- Teresa Albuzzi-Todeschini (1723–1760), Opernsängerin
- Giovanni Archinto (1725–1799), Kardinal der katholischen Kirche
- Angelo Maria Durini (1725–1796), Kardinal der katholischen Kirche
- Franz Josef I. (1726–1781), 8. Fürst von Liechtenstein und Feldherr
- Angela Calori (1732–nach 1790), Opernsängerin (Sopran)
- Carlo Monza (1735–1801), Komponist, Organist und Sänger
- Carlo Rossetti (1736–1820), Kaufmann
- Cesare Beccaria (1738–1794), Rechtsphilosoph
- Caterina Gattai (1747–nach 1791), Balletttänzerin und Kurtisane
- Niccolò Mestrino (1748–1789), Violinist und Komponist
- Francesco Melzi d’Eril (1753–1816), Adeliger
- Andrea Appiani (1754–1817), Maler
- Giacomo Conti (1754–1805), Violinist und Komponist
- Antonio Nava (1755 oder 1775–1826) Gitarrenvirtuose, Komponist, Sänger und Gesangslehrer
- Domenico Pino (1760–1826), General
- Luigi Cagnola (1762–1833), Architekt
- Pietro Teuliè (1763–1807), General
- Gaetano Medini (1772–1857), Koch
- Giacomo Monzino (1772–1854), Gitarrist, Komponist und Instrumentenbauer
- Maria Theresia von Österreich-Este (1773–1832), Königin von Sardinien-Piemont
- Maria Leopoldine von Österreich-Este (1776–1848), Erzherzogin von Österreich-Este
- Francesca Scanagatta (1776–1865), österreichische Offizierin
- Alessandro Sanquirico (1777–1849), Maler, Szenograf, Architekt und Dekorateur
- Filippo Taglioni (1777–1871), Tänzer, Ballettmeister und Choreograf
- Maria Callani (1778–1803), Porträtmalerin
- Carlo Gianella (1778–1863), Ingenieur
- Franz IV. (1779–1846), Erzherzog von Österreich
- Giuseppe Cusi (1780–1864), Ingenieur und Architekt
- Ferdinand Karl von Österreich-Este (1781–1850), österreichischer Feldmarschall und Generalgouverneur
- Pompeo Litta Biumi (1781–1852), Genealoge und Historiker
- Maximilian Joseph von Österreich-Este (1782–1863), österreichischer Fachmann für Artillerie und Festungswesen und Hochmeister des Deutschen Ordens
- Augustus Bozzi Granville (1783–1872), britischer Allgemeinmediziner, Gynäkologe und Autor
- Francesco Carlini (1783–1862), Astronom und Geodät
- Antonio Crivelli (1783–1829), Ingenieur und Naturforscher
- Alessandro Manzoni (1785–1873), Dichter und Schriftsteller
- Karl Ambrosius von Österreich-Este (1785–1809), Erzbischof
- Giovanni Ricordi (1785–1853), Musikverleger
- Francesco Cherubini (1789–1851), Literat, Autor und Sprachwissenschaftler
- Giacomo Moraglia (1791–1860), Architekt des Neoklassizismus
- Francesco Durelli (1792–1851), Zeichner und Kupferstecher
- Gabrio Piola (1794–1850), Mathematiker und Physiker
- Giuseppe Arconati Visconti (1797–1873), Politiker
- Emilia Bonini (1798–1863), Opernsängerin
- Gabrio Casati (1798–1873), Patriot und Politiker
- Abbondio Sangiorgio (1798–1879), Bildhauer
- Carlo Yvon (1798–1854), Komponist, Musikpädagoge und Oboen-Viruose
- Fjodor Antonowitsch Bruni (1799–1875), russischer Maler, Grafiker und Zeichner
- Angelo Ramazzotti (1800–1861), Bischof
- Giuseppina Ronzi de Begnis (1800–1853), Opernsängerin (Sopran)

### 19. Jahrhundert

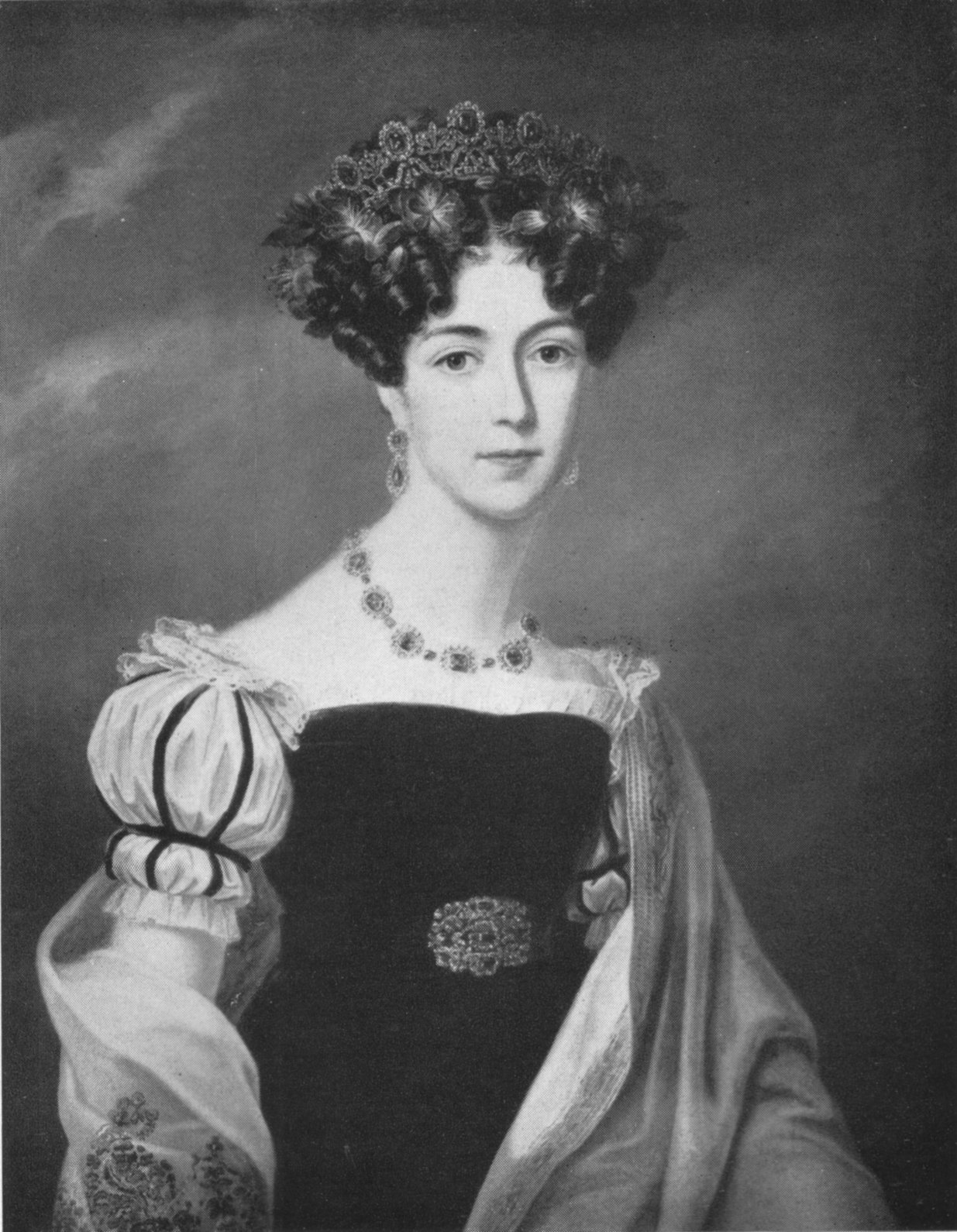
Joséphine de Beauharnais jr.

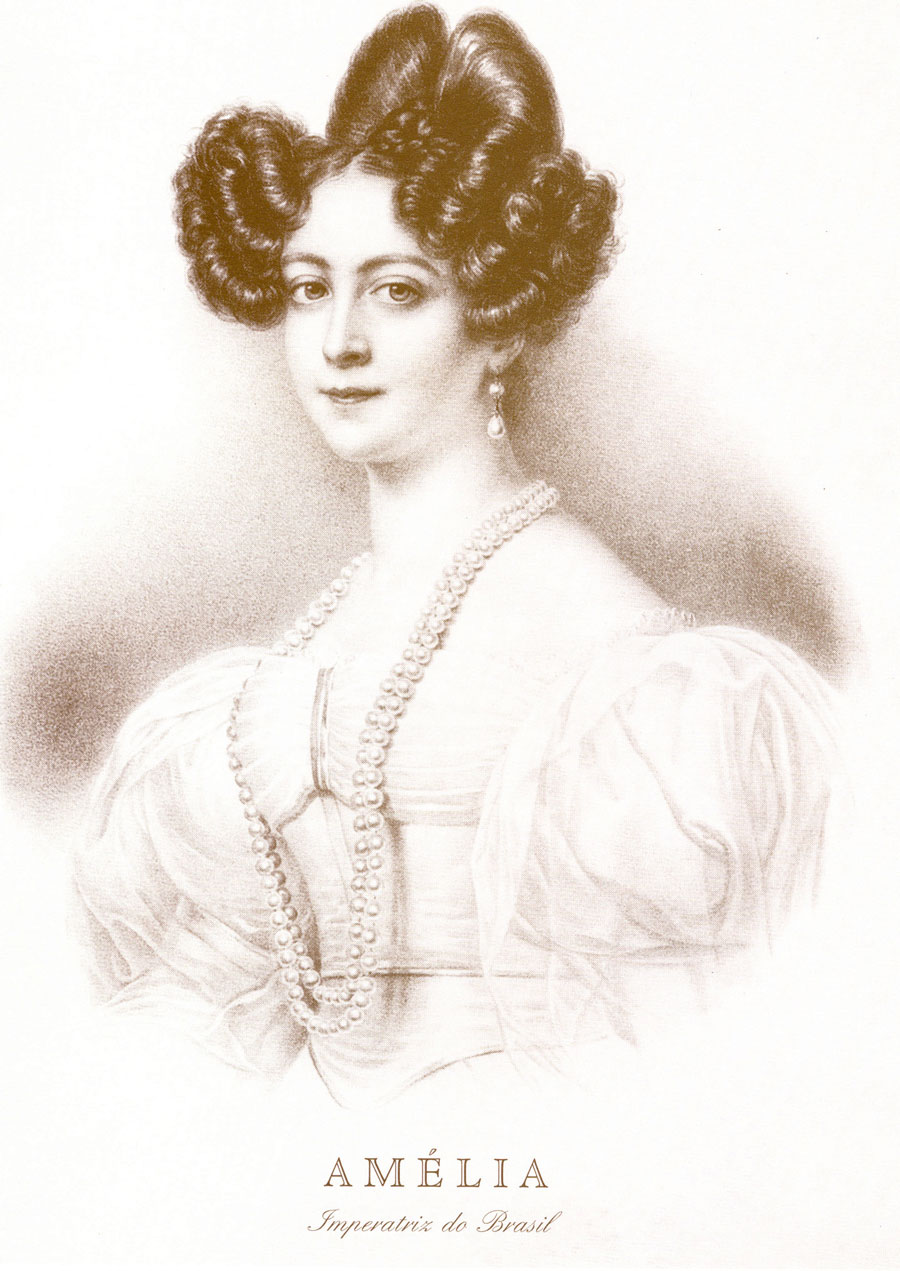
Amélie de Beauharnais

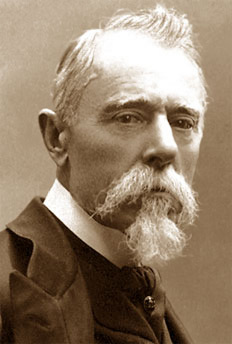
Ernesto Teodoro Moneta

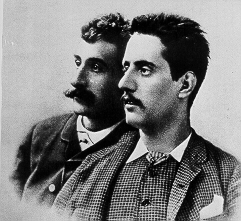
Ferdinando Fontana (l.)

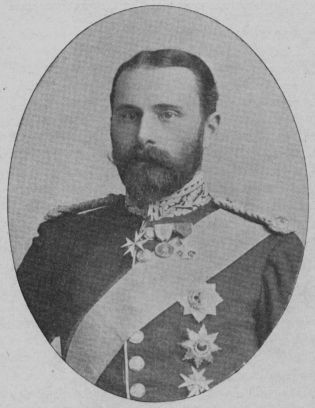
Heinrich Moritz von Battenberg

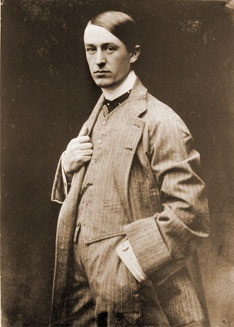
Ettore Bugatti

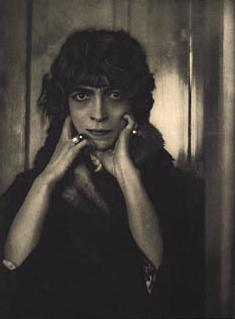
Luisa Casati

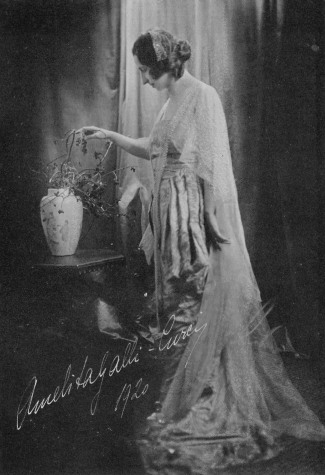
Amelita Galli-Curci

#### 1801 bis 1820
- Fanny Eckerlin (1802–1842), Opernsängerin
- Amalia Brugnoli (1802–1892), Tänzerin
- Gaetano Nava (1802–1875), Musikpädagoge und Komponist
- Giuseppe De Cristoforis (1803–1837), Naturforscher und Sammler
- Napoléon Lucien Murat (1803–1878), französischer Politiker
- Lætitia Bonaparte (1804–1871), französische Prinzessin aus der Familie Bonaparte
- Paolo Taverna (1804–1878), Philanthrop und Mäzen
- Giuditta Grisi (1805–1840), Opernsängerin
- Luigi Sacchi (1805–1861), Maler, Holzschneider, Graveur, Lithograf und Fotograf
- Joséphine de Beauharnais jr. (1807–1876), Königin von Schweden und Norwegen
- Eugénie de Beauharnais (1808–1847), Fürstin von Hohenzollern-Hechingen
- Cristina Trivulzio Belgiojoso (1808–1871), Freiheitskämpferin, Historikerin und Journalistin
- Cristoforo Negri (1809–1896), Politiker, Diplomat und Geograph
- Auguste de Beauharnais (1810–1835), Adliger
- Giulia Grisi (1811–1869), Opernsängerin
- Tito Ricordi (1811–1888), Musikverleger
- Adelina Spech-Salvi (1811–1886), Opernsängerin
- Amélie von Leuchtenberg (1812–1873), Kaiserin von Brasilien
- Giuseppe Ferrari (1811–1876), Historiker, Philosoph und Politiker
- Luigi Vassalli (1812–1887), Ägyptologe
- Luigi Bisi (1814–1886), Maler und Architekt
- Antonio Gabrini (1814–1908), Politiker
- Amatore Sciesa (1814–1851), Freiheitskämpfer und Handwerker
- Franz Adam (1815–1886), deutscher Schlachten- und Pferdemaler sowie Lithograf
- Lodovico Frapolli (1815–1978), Geologe und Politiker
- Domenico Induno (1815–1878), Maler
- Pietro Magni (1816–1877), Bildhauer
- Juan Bianchi (1817–1875), chilenischer Maler
- Giacomo Medici (1817–1882), General und Politiker
- Giovanni Strazza (1817/1818–1875), Bildhauer
- Giuseppe Marzorati (1818–1865), Priester, Doktor der Theologie und Bischof von Como
- Giuseppe Rovani (1818–1874), Erzähler und Essayist
- Giuseppe Greppi (1819–1921), Diplomat und Politiker
- Lodovico Melzi d’Eril (1820–1886), Adliger und Unternehmer

#### 1821 bis 1840
- Enrico Cernuschi (1821–1896), italo-französischer Nationalökonom, Politiker, Bankier und Kunstsammler
- Adelheid von Österreich (1822–1855), Königin von Sardinien
- Leopold von Österreich (1823–1898), Erzherzog von Österreich
- Ernst von Österreich (1824–1899), Erzherzog von Österreich
- Francesco Brioschi (1824–1897), Mathematiker
- Carlo Brioschi (1826–1895), österreichischer Theatermaler
- Sigismund von Österreich (1826–1891), Erzherzog von Österreich
- Girolamo Induno (1827–1890), Maler
- Rainer von Österreich (1827–1913), Mitglied des Kaiserhauses
- Sebastiano De Albertis (1828–1897), Maler
- Amanzia Guérillot (1828–1905), Malerin
- Giuseppe Haimann (1828–1883), Justizbeamter, Maler, Schriftsteller und Forschungsreisender
- Heinrich von Österreich (1828–1891), Erzherzog von Österreich
- David Kaltbrunner (1829–1894), Schweizer Geograf, Post- und Bahnbeamter, Übersetzer und Autor
- Luigi Nicora (1829–1890), Geistlicher, Theologe, Journalist und Bischof von Como
- Tommaso Salvini (1829–1915), Schauspieler
- Antonio Tantardini (1829–1879), Bildhauer
- Luigi Cossa (1831–1896), Nationalökonom
- Giulio Tarra (1832–1889), Priester und Pädagoge
- Alfonso Cossa (1833–1902), Chemiker
- Ernesto Teodoro Moneta (1833–1918), Publizist und Politiker
- Adelaide Maraini-Pandiani (1836–1917), italienisch-schweizerische Bildhauerin
- Edoardo Sonzogno (1836–1920), Musikverleger
- Gustave García (1837–1925), Opernsänger und Gesangslehrer
- Anna Maria Mozzoni (1837–1920), Frauenrechtlerin und Schriftstellerin
- Francesco Barzaghi (1839–1892), Bildhauer
- Gustav Daverio (1839–1899), Schweizer Ingenieur
- Giovanni Battista Lamperti (1839–1910), Gesangslehrer
- Emilio Praga (1839–1875), Maler, Schriftsteller und Librettist
- Luigi Bodio (1840–1920), Statistiker
- Giulio Ricordi (1840–1912), Musikverleger

#### 1841 bis 1860
- Felice Cavallotti (1842–1898), Politiker, Journalist, Schriftsteller und Übersetzer
- Giuseppe Jung (1845–1926), Mathematiker
- Karl Franz Ferdinand Torresani (1846–1907), Freiherr, Gutsbesitzer, Schriftsteller und Offizier
- Carlo Forlanini (1847–1918), Mediziner
- Luigi Zuccari (1847–1925), Offizier des Königlichen Heeres (Regio Esercito) und Politiker
- Ambrogio Maria Amèlli (1848–1933), Theologe, Literaturwissenschaftler, Musikwissenschaftler, Archivar, Bibliothekar sowie Prior der Abtei Montecassino
- Enrico Forlanini (1848–1930), Ingenieur, Erfinder und Luftfahrtpionier
- Roberto Brusati (1850–1935), Generalleutnant
- Ferdinando Fontana (1850–1919), Dramatiker, Librettist, Lyriker und Übersetzer
- Giuseppe Mercalli (1850–1914), Seismologe, Vulkanologe und Erfinder
- Eugenio Gignous (1850–1906), Maler
- Giulio Prinetti (1851–1908), Unternehmer und Politiker
- Edoardo Mascheroni (1852–1941), Dirigent und Komponist
- Leonardo Bazzaro (1853–1937), Maler
- Luca Beltrami (1854–1933), Architekt und Kunsthistoriker
- Carlo Bugatti (1856–1940), Designer, Dekorateur und Architekt
- Giuseppe Magrini (1857–1926), Cellist, Musikpädagoge und Komponist
- Alessandro Kardinal Lualdi, römisch-katholischer Geistlicher und Erzbischof von Palermo
- Heinrich Moritz von Battenberg (1858–1896), Gouverneur und Kapitän der Isle of Wight
- Guido Novak von Arienti (1859–1928), Heeresoffizier der k.u.k. Armee
- Ernesto Bazzaro (1859–1937), Bildhauer
- Luigi Vittorio Bertarelli (1859–1926), Geograph, Publizist, Höhlenforscher und Pionier des Fahrradtourismus
- Giuseppe Loretz (1860–1944), Radrennfahrer

#### 1861 bis 1880
- Antonietta Dell’Era (1861–1945), Ballerina
- Pietro Caminada (1862–1923), Ingenieur
- Achille Bertarelli (1863–1938), Bibliophiler, Kunstsammler, Mäzen und Publizist
- Franco Leoni (1864–1949), Komponist
- Tito Ricordi (1865–1933), Musikverleger
- Silvio Benigno Crespi (1868–1944), Unternehmer, Erfinder und Politiker
- Luigi Cantù (1968–1951), Radrennfahrer
- Pierina Legnani (1868–1930), Balletttänzerin
- Adolfo Wildt (1868–1931), Bildhauer
- Roland Ostertag (1869–1916), deutscher Offizier und Diplomat
- Romolo Buni (1871–1939), Radrennfahrer und Sportfunktionär
- Arnaldo Galliera (1871–1934), Komponist und Musikpädagoge
- Luigi Bertoni (1872–1947), Anarchist, Autor und Typograf
- Marco De Marchi (1872–1936), Naturforscher, Philanthrop und Unternehmer
- Angelo Rotta (1872–1965), Apostolischer Nuntius
- Richard Harlfinger (1873–1948), österreichischer Landschafts- und Kriegsmaler
- Narciso Pasta (1873–1944), Bahnradsportler
- Paolo Buzzi (1874–1956), Dichter
- Giulio Cederna (1876–1939), Fußballspieler
- Vittorio Gnecchi (1876–1954), Komponist
- Alberto Pariani (1876–1955), General und Politiker
- Alessandro Anzani (1877–1956), Ingenieur und Rennfahrer
- Camillo Caccia Dominioni (1877–1946), Kurienkardinal der römisch-katholischen Kirche
- Dina Galli (1877–1951), Schauspielerin
- Agostino Gemelli (1878–1959), Arzt und Psychologe
- Maria Vinca (1878–1939), Malerin
- Giuseppe Singrossi (1879–?), Bahnradsportler
- Gian-Emilio Malerba (1880–1926), Maler

#### 1881 bis 1890
- Carlo Broggi (1881–1968), Architekt
- Ettore Bugatti (1881–1947), Automobilfabrikant und Konstrukteur
- Luisa Casati (1881–1957), Erbin, Muse, Kunstmäzen, Modeikone und High Society Lady
- Leonhard Maria Adler (1882–1965), österreichisch-deutscher Ingenieur, Politiker und Arbeiterpriester
- Armida Barelli (1882–1952), Aktivistin in der Katholischen Aktion Italiens
- Amelita Galli-Curci (1882–1963), Koloratursopranistin
- Pietro Bianchi (1883–1965), Turner
- Luigi Emanueli (1883–1959), Elektrotechniker
- Carlo Maffeis (1883–1921), Motorradrennfahrer
- Ernst Georg Rüegg (1883–1948), Künstler, Kunstpädagoge und Lyriker
- Giovanni Barrella (1884–1967), Filmregisseur
- Rembrandt Bugatti (1884–1916), Bildhauer
- Virginio Colombo (1884–1927), Architekt
- Ferdinando Minoia (1884–1940), Automobilrennfahrer
- Emilio Perea (1884–1946), Opernsänger
- Amilcare Beretta (1885–1959), Schwimmer und Wasserballspieler
- Gino Cassinis (1885–1964), Mathematiker und Politiker
- Vittore Frigerio (1885–1961), Schweizer Journalist und Schriftsteller
- Mario Palanti (1885–1978), Architekt
- Enrico Porro (1885–1967), Ringer
- Guido Brignone (1886–1959), Schauspieler, Filmregisseur und Drehbuchautor
- Carlo Alberto Felice (1886–1949), Filmjournalist und -regisseur
- Gaetanina Calvi (1887–1964), Ingenieurin und Hochschullehrerin
- Antonio Feltrinelli (1887–1942), Unternehmer, Maler und Mäzen
- Giorgio Zampori (1887–1965), Turner
- Guido Calza (1888–1946), Klassischer Archäologe
- Joseph Cattaneo (1888–1975), Unternehmer und Automobilrennfahrer
- Raffaele de Courten (1888–1978), Admiral
- Rosina Ferrario (1888–1957), Pilotin
- Carlo Guzzi (um 1888–1964), Designer und Unternehmer
- Pietro Lana (1888–1950), Fußballspieler
- Mario Acerboni (1889–1967), Radsportler, Motorradrennfahrer und Unternehmer
- Virgilio Mantegazza (1889–1928), Fechter
- Giuseppe Tonani (1890–1971), Gewichtheber, Tauzieher und Olympiasieger
- Angelo Zorzi (1890–1974), Turner

#### 1891 bis 1900
- Gio Ponti (1891–1979), Architekt und Designer
- Ermanno Aebi (1892–1976), schweizerisch-italienischer Fußballspieler
- Guido Keller (1892–1929), Soldat, Publizist und Abenteurer
- Fernando Altimani (1893–1963), Geher
- Carlo Emilio Gadda (1893–1973), Schriftsteller
- Giovanni Muzio (1893–1982), Architekt
- Maria Artini (1894–1951), Ingenieurin
- Ambrogio Levati (1894–1963), Turner
- Renzo De Vecchi (1894–1967), Fußballspieler und -trainer
- Luigi Cevenini (1895–1968), Fußballspieler und -trainer
- Luigi Freddi (1895–1977), Journalist, faschistischer Funktionär und Futurist
- Mario Oehlschläger (1895–1978), Maler
- Giuseppe Paris (1895–1968), Turner
- Maria Pastori (1895–1975), Mathematikerin und Hochschullehrerin
- Giovan Battista Angioletti (1896–1961), Journalist und Schriftsteller
- Vittorio Rosa (* 1896; † unbekannt), italienisch-argentinischer Automobilrennfahrer
- Lilli Kerzinger-Werth (1897–1971), Malerin und Tierbildhauerin
- Enrico Mainardi (1897–1976), Cellist, Komponist und Dirigent
- Ferdinando Mandrini (1897–1980), Turner
- Cesare Merzagora (1898–1991), Politiker
- Adriano Rodoni (1898–1985), Radsportfunktionär
- Giovanni Maria Cornaggia Medici (1899–1979), Jurist, Politiker und Automobilrennfahrer
- Mario Zippermayr (1899–1979), österreichischer Physiker und Nationalsozialist
- Marta Abba (1900–1988), Schauspielerin
- Francesco Messina (1900–1995), Bildhauer und Dichter

### 20. Jahrhundert

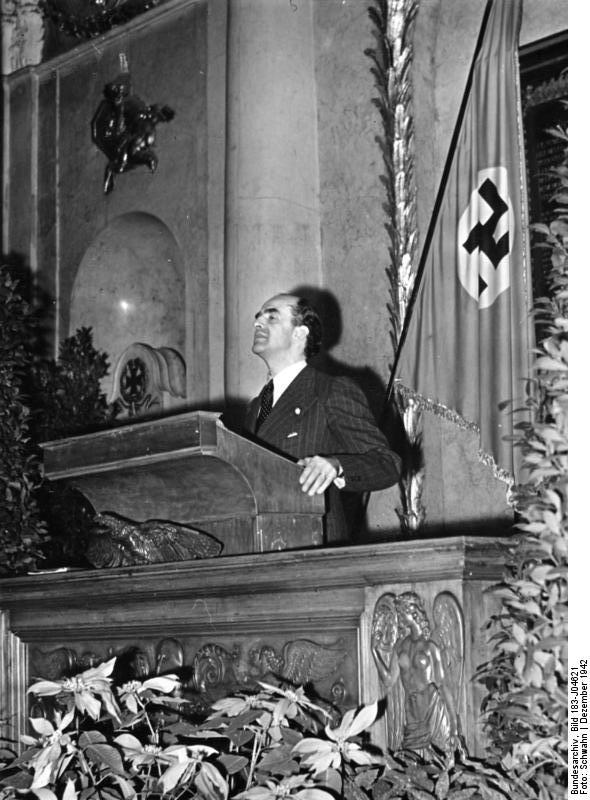
Ernesto Grassi

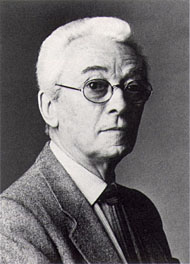
Bruno Munari

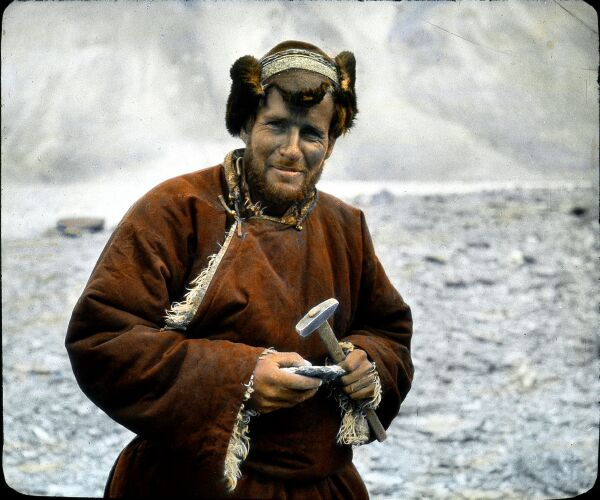
Augusto Gansser

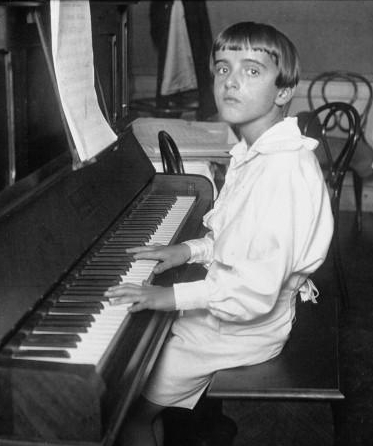
Nino Rota

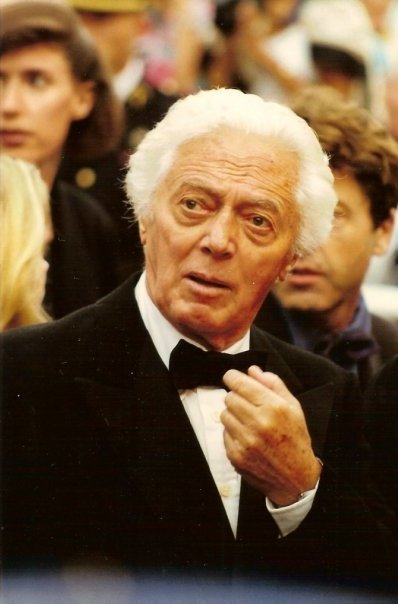
Dino Risi

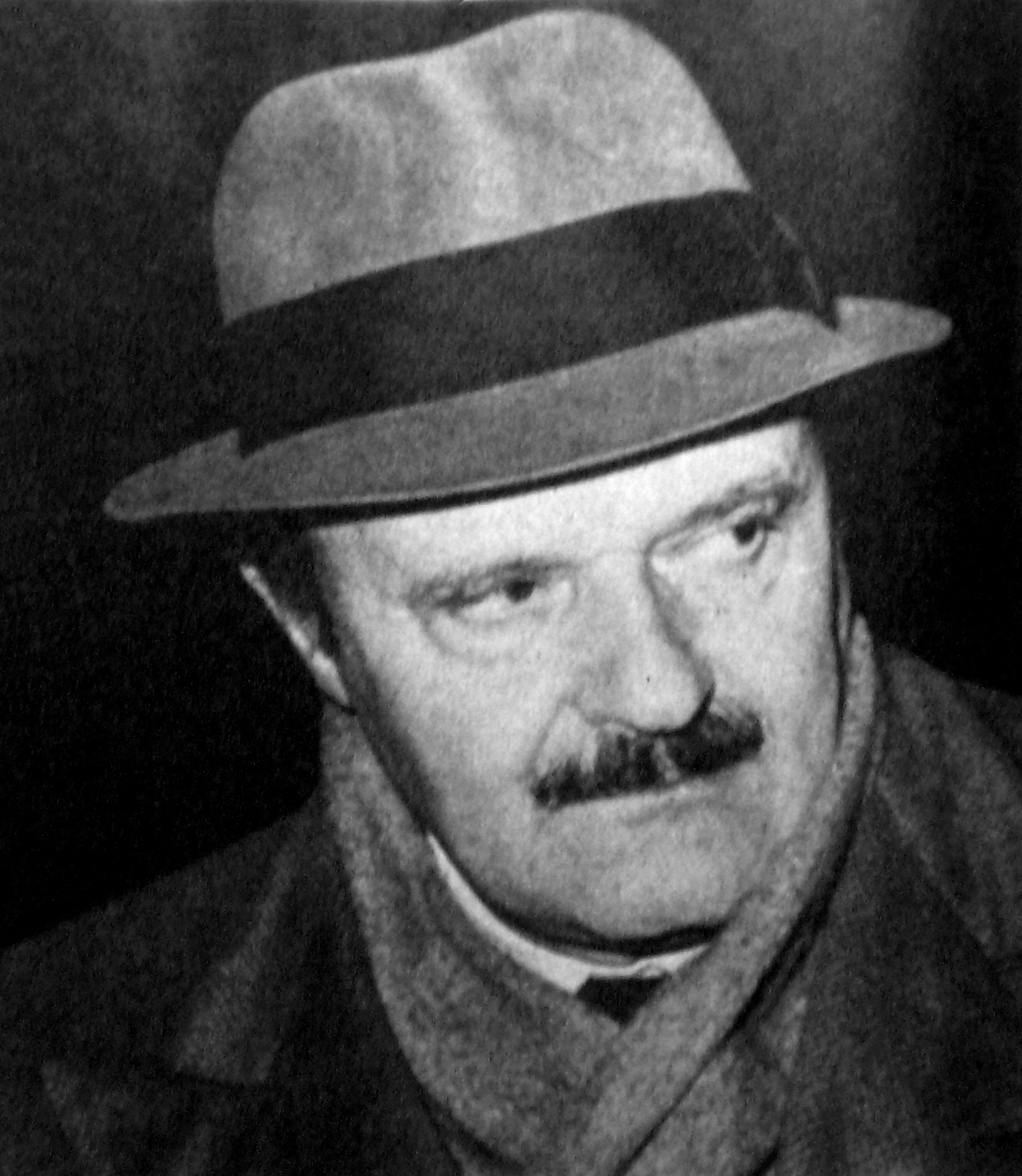
Roberto Calvi

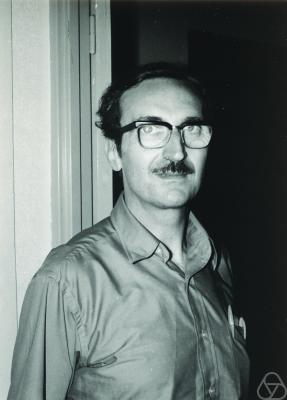
Eugenio Calabi

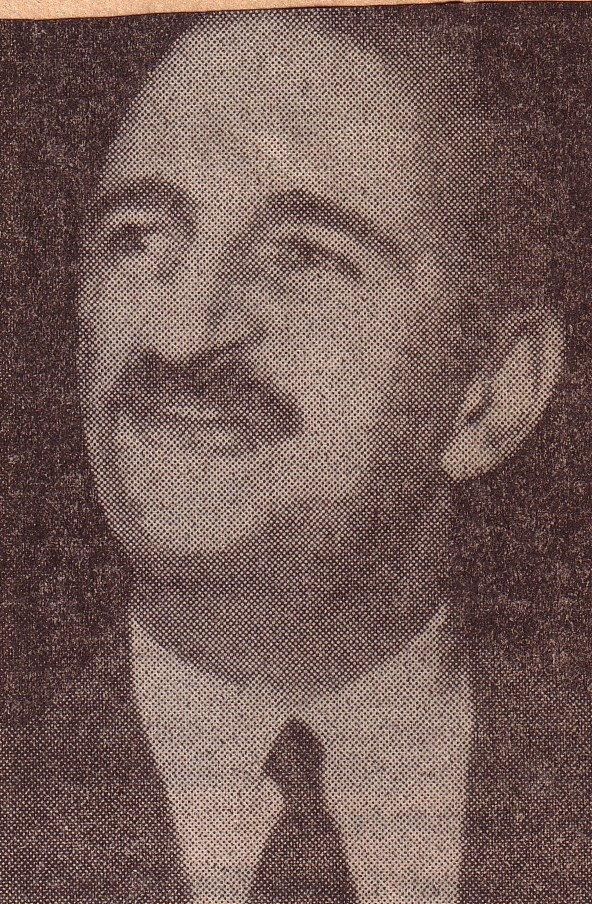
Roberto Etchepareborda

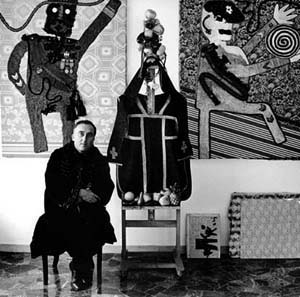
Enrico Baj

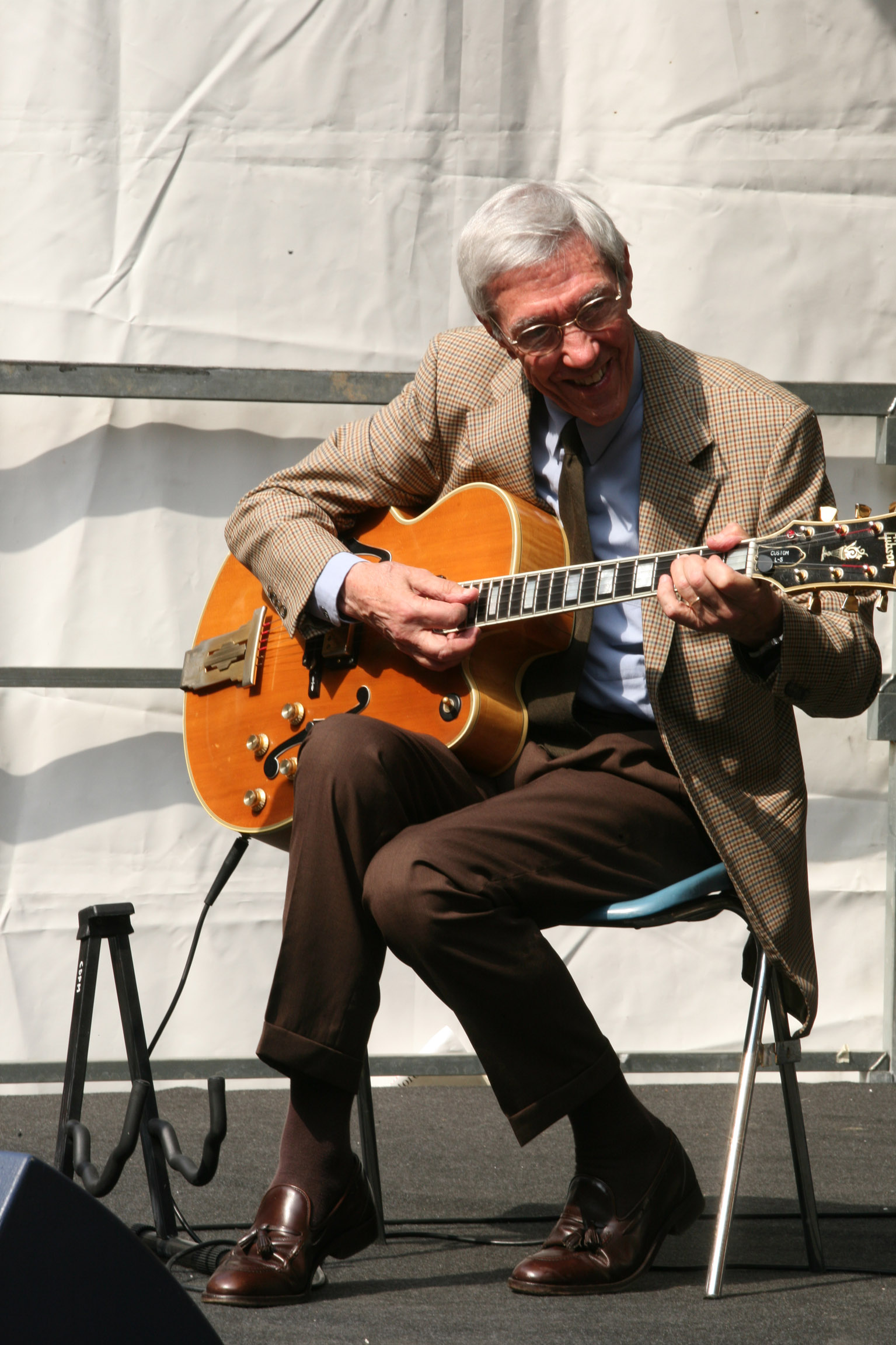
Franco Cerri

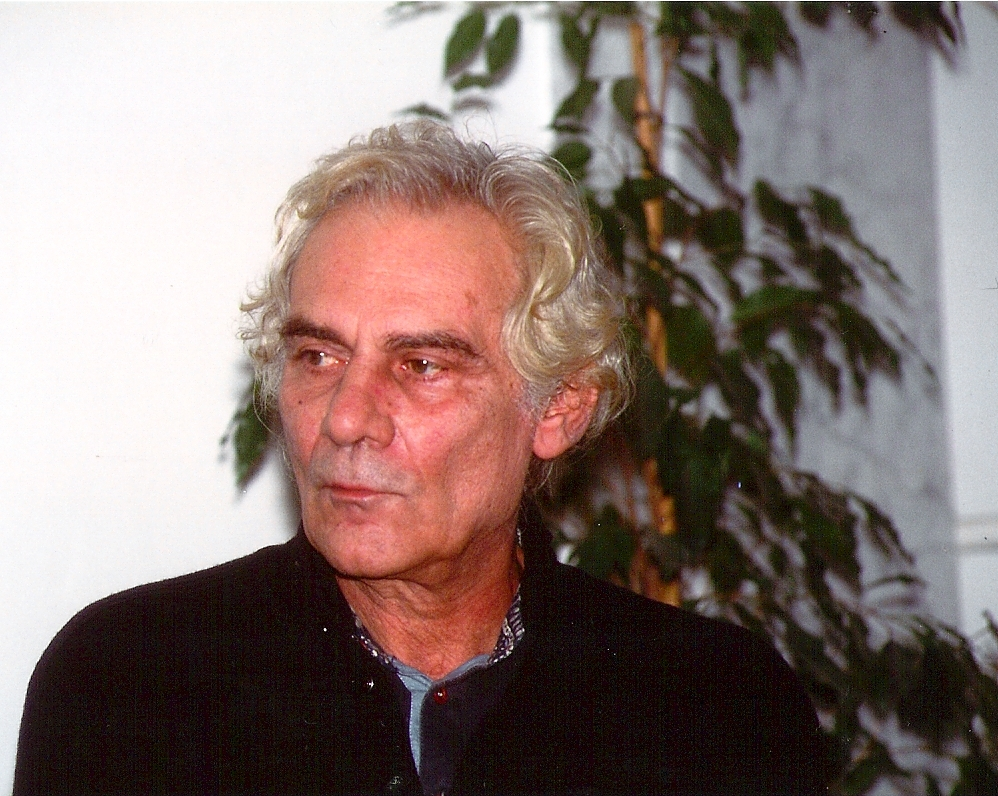
Gian Maria Volonté

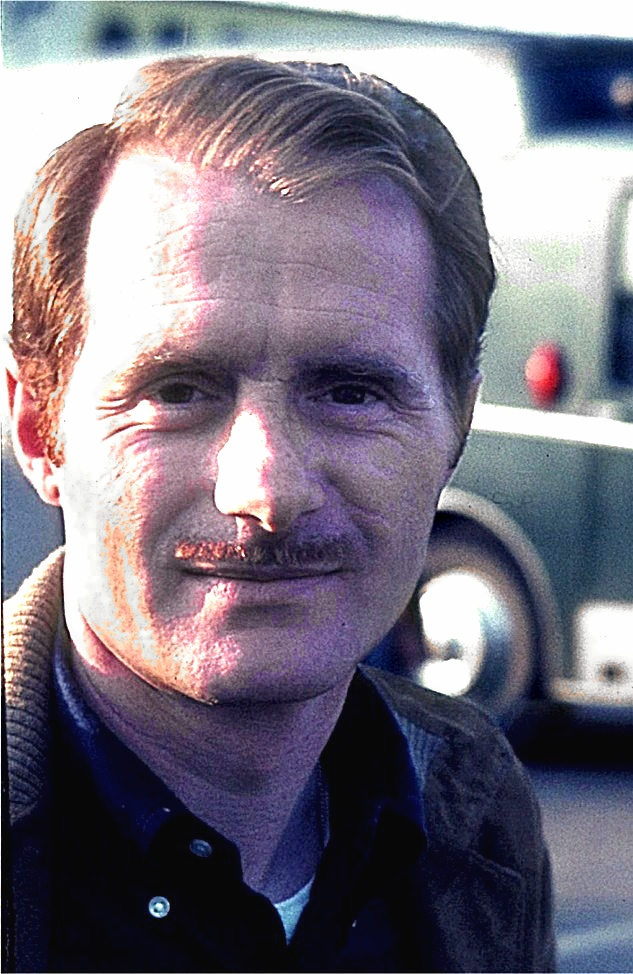
Lucien Bianchi

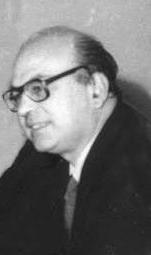
Bettino Craxi

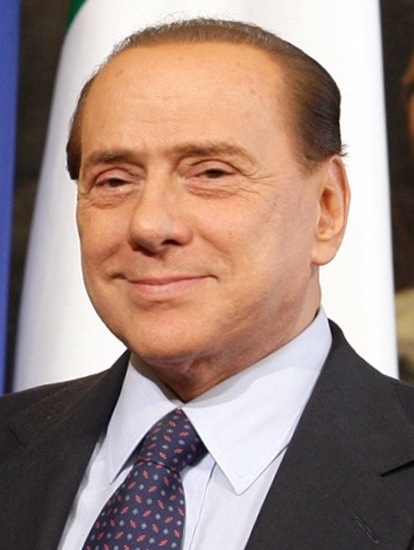
Silvio Berlusconi

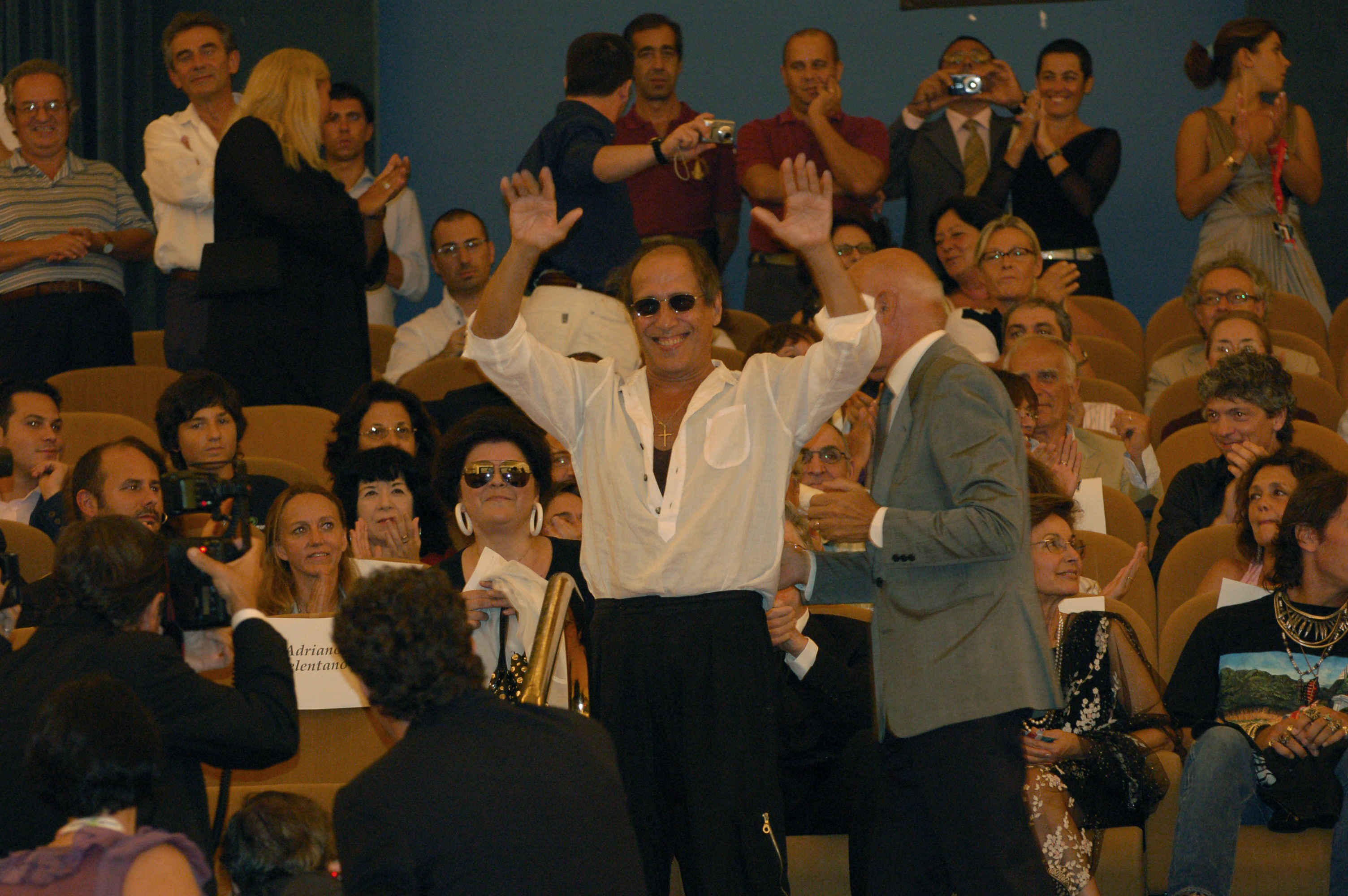
Adriano Celentano

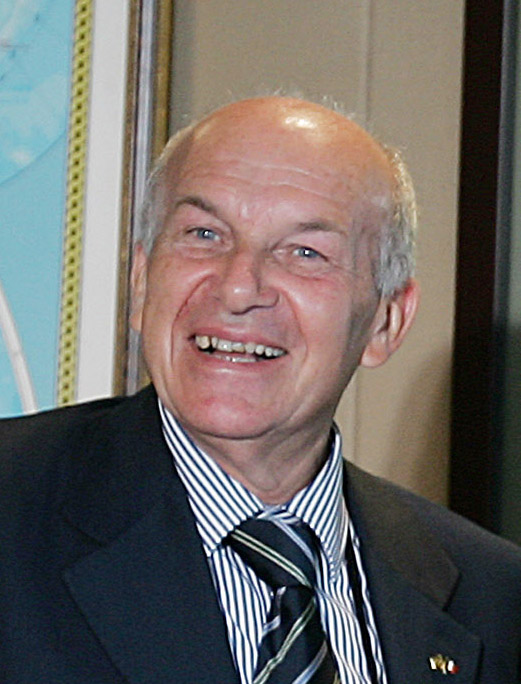
Fausto Bertinotti

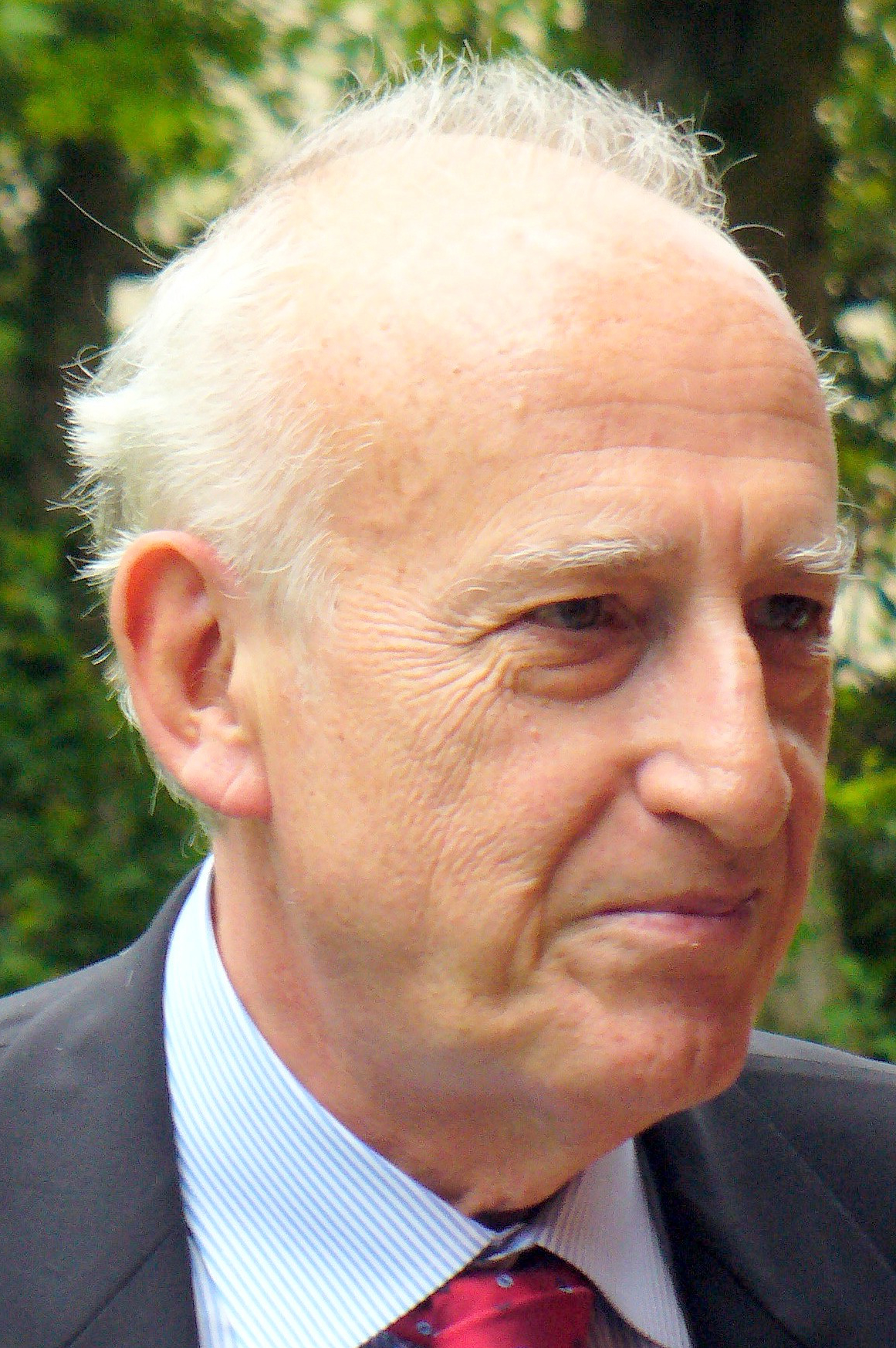
Maurizio Pollini

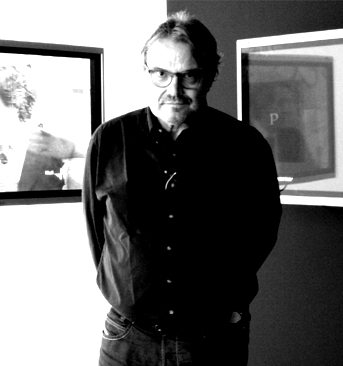
Oliviero Toscani

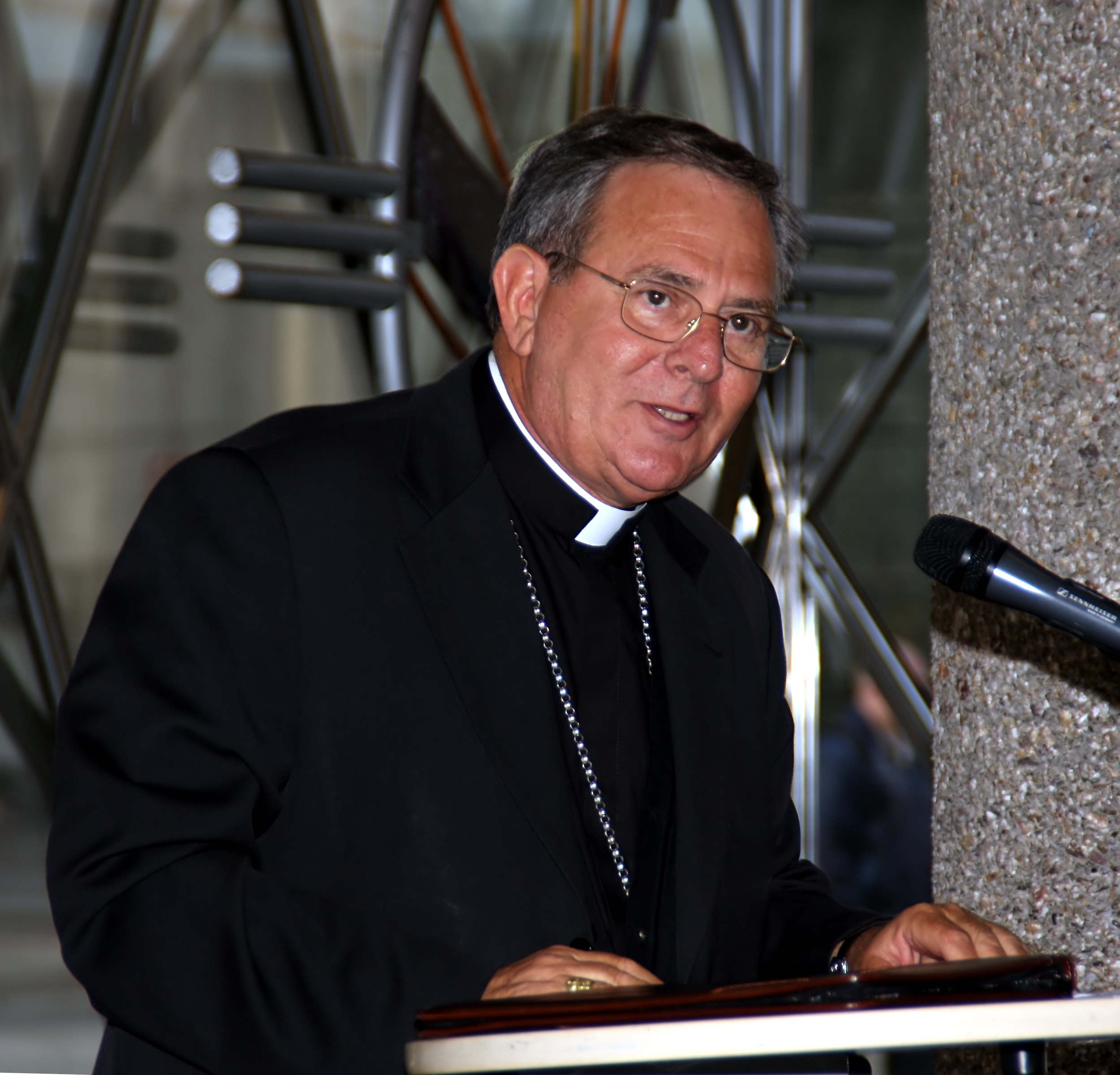
Luigi Padovese

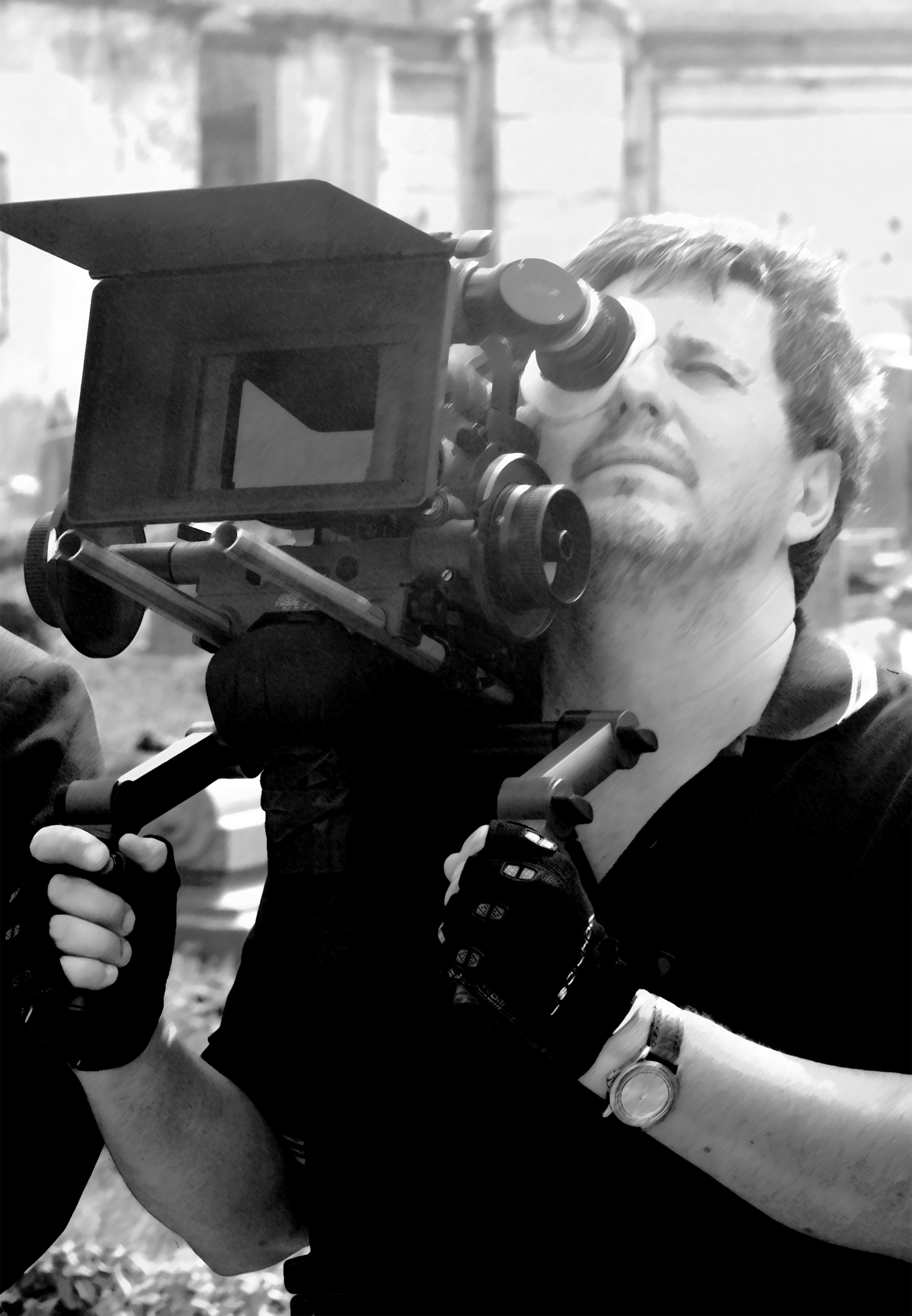
Maurizio Zaccaro

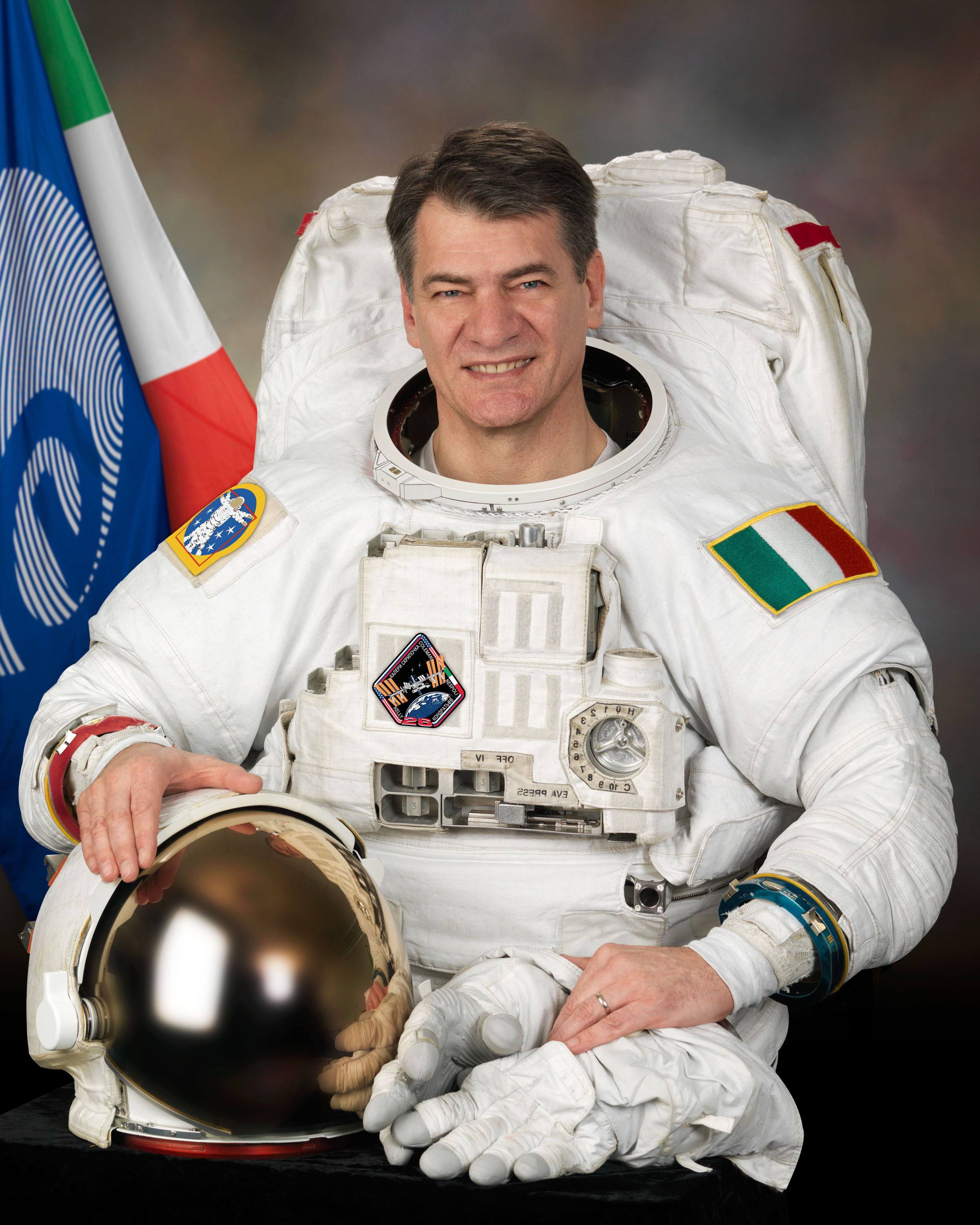
Paolo Nespoli

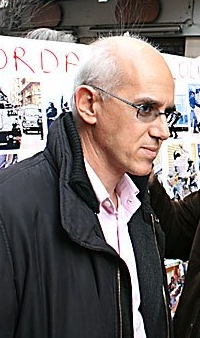
Vittorio Agnoletto

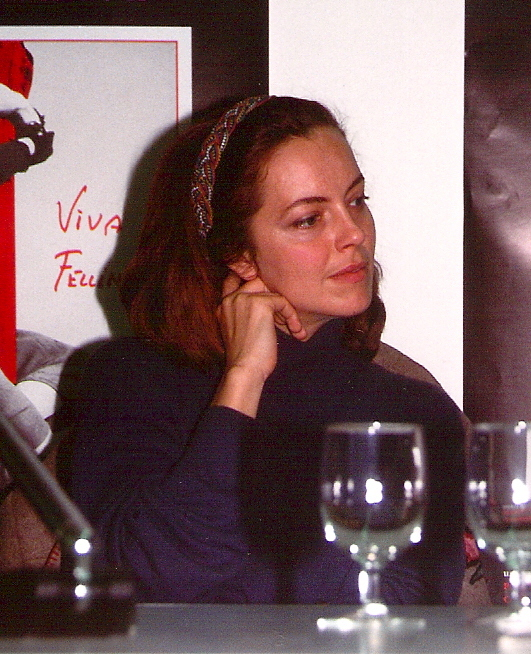
Greta Scacchi

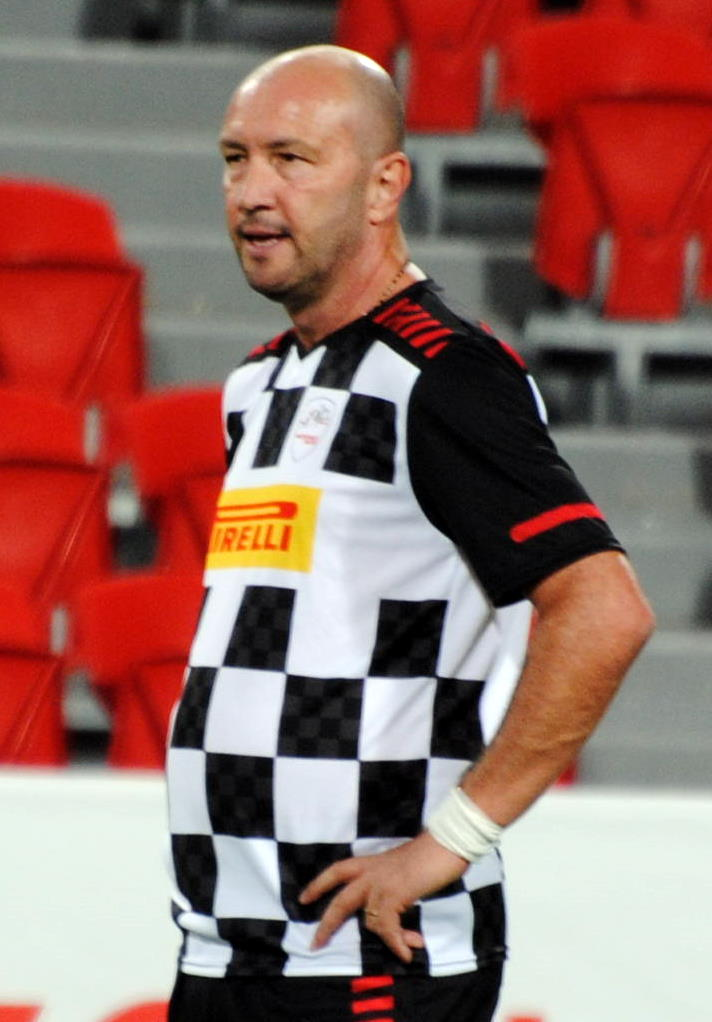
Walter Zenga

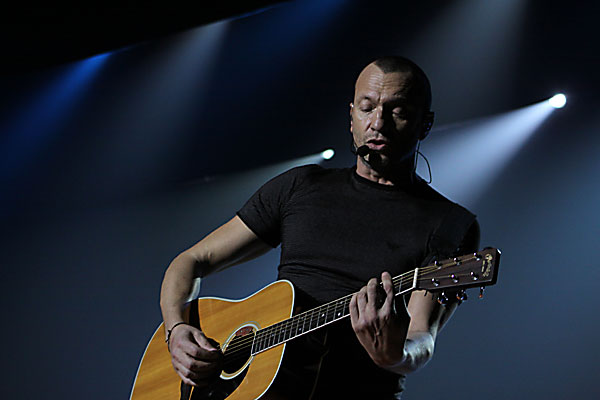
Biagio Antonacci

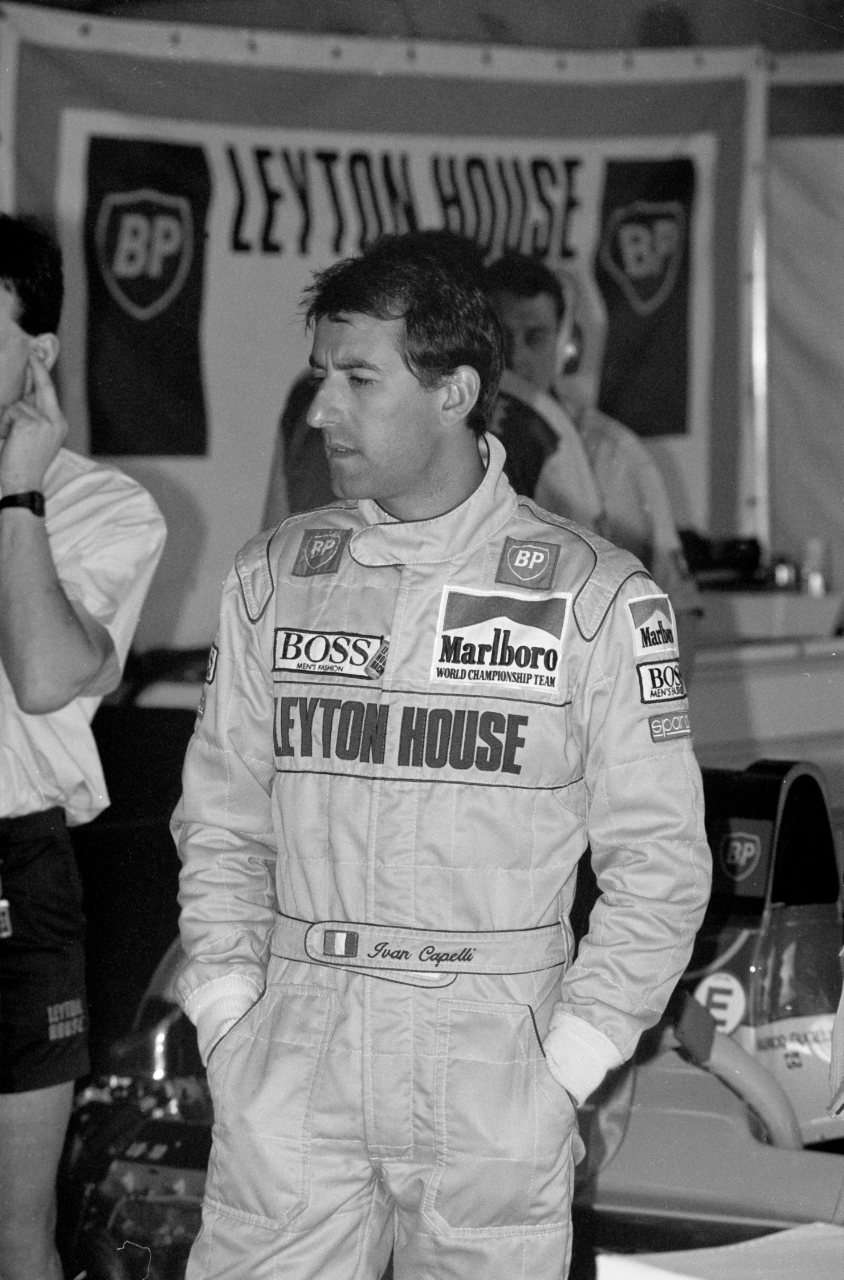
Ivan Capelli

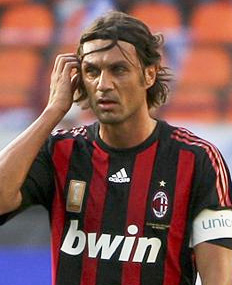
Paolo Maldini

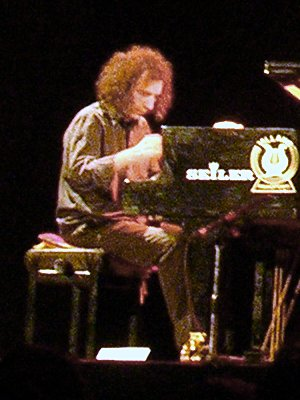
Stefano Bollani

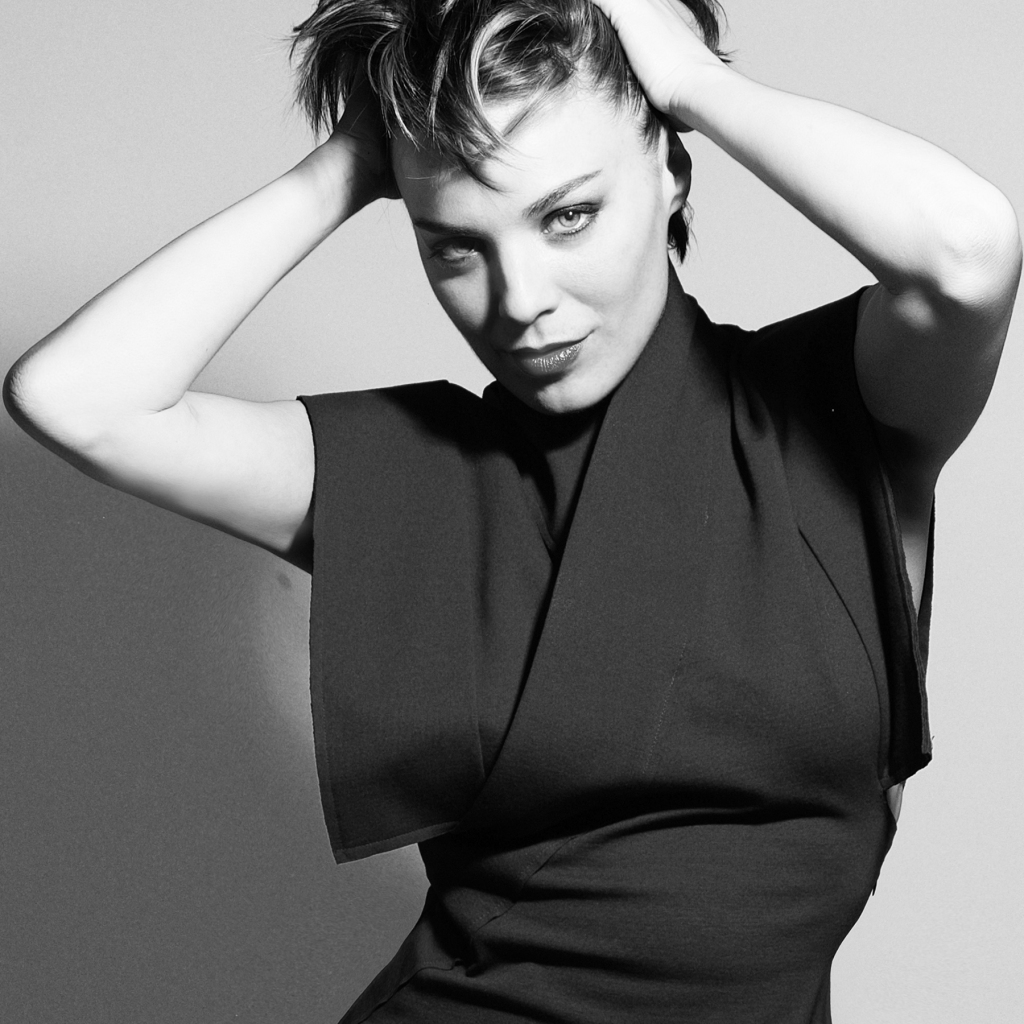
Gala

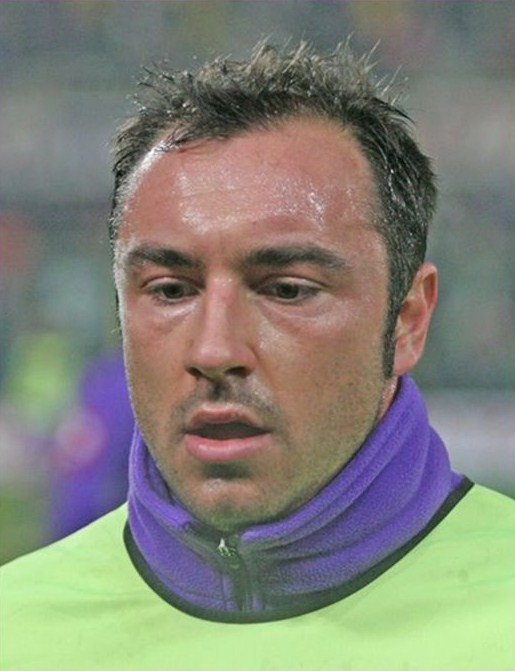
Cristian Brocchi

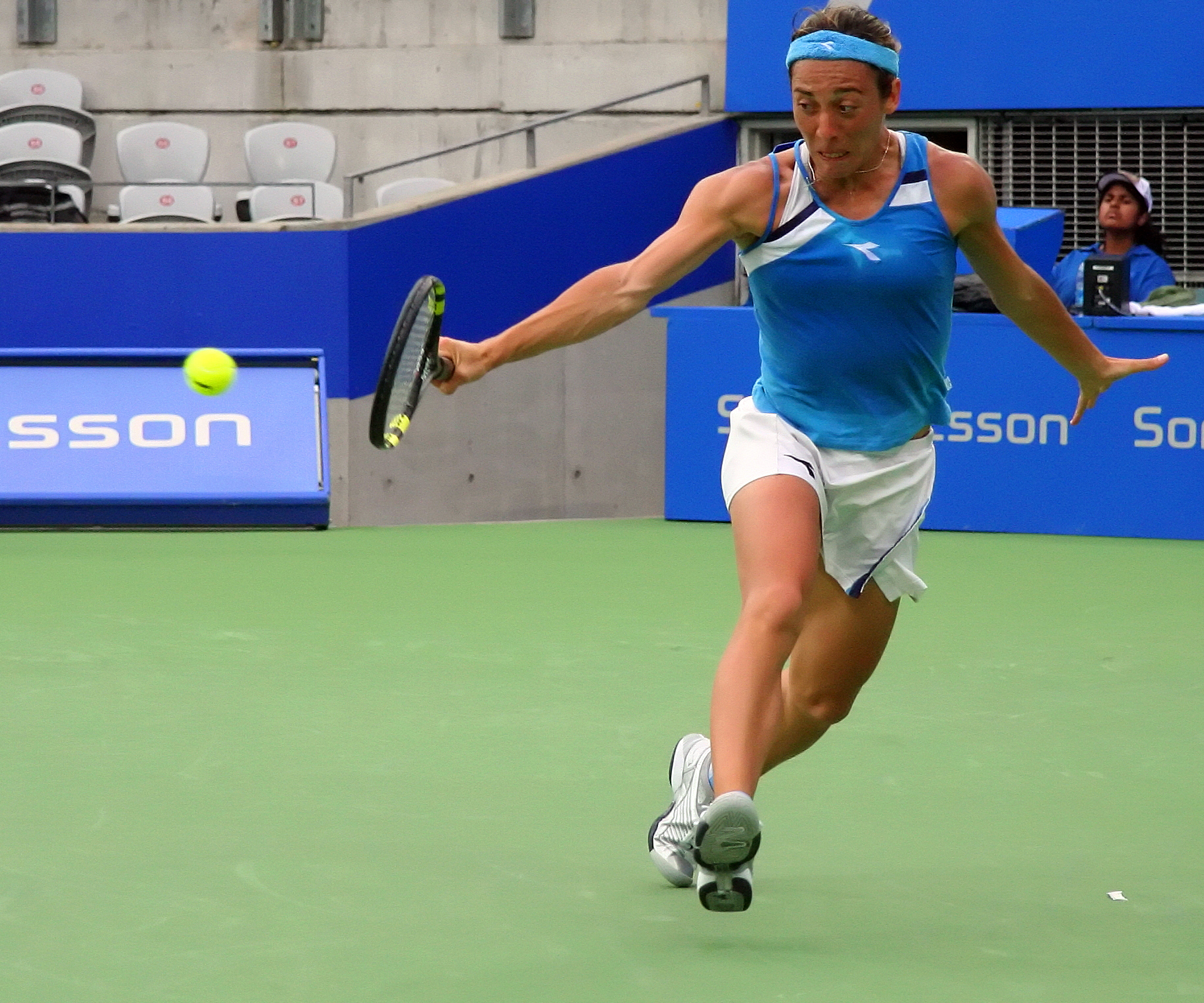
Francesca Schiavone

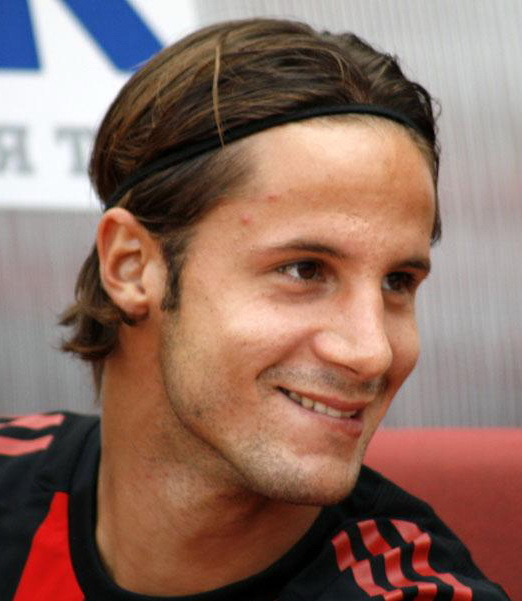
Luca Antonini

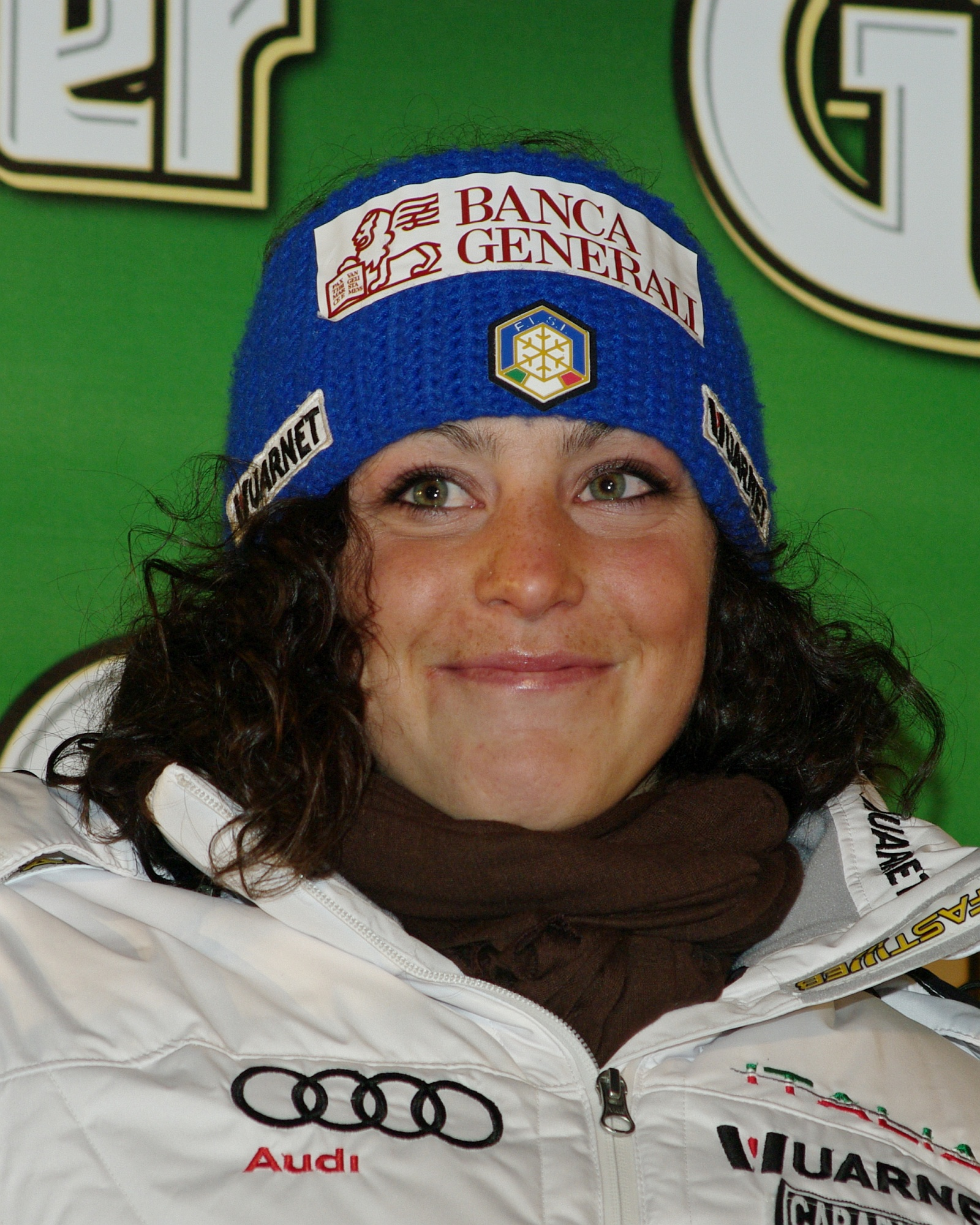
Federica Brignone

#### 1901 bis 1910
- Ugo Frigerio (1901–1968), Leichtathlet
- Mario Agustoni (1902–1982), Schweizer Politiker und Jurist
- Leonardo Bonzi (1902–1977), Sportler, Dokumentarfilmer und Produzent
- Giovanni Gozzi (1902–1976), Ringer
- Ernesto Grassi (1902–1991), Philosoph
- Giulio Ramponi (1902–1986), Techniker und Automobilrennfahrer
- Mario Saetti (1902–1927), Motorrad- und Automobilrennfahrer
- Rosetta Tofano (1902–1960), Schauspielerin
- Angelo Dell’Acqua (1903–1972), vatikanischer Kurienkardinal der römisch-katholischen Kirche
- Carlo Guido Mor (1903–1990), Historiker
- Giuliana Sorge (1903–1987), Pädagogin
- Giuliano Bonfante (1904–2005), Sprachwissenschaftler
- Armando Castellazzi (1904–1968), Fußballspieler und -trainer
- Giancarlo Cornaggia-Medici (1904–1970), Fechter
- Renzo Minoli (1904–1965), Fechter
- Edoardo Severgnini (1904–1969), Bahnradsportler
- Giordano Aldrighetti (1905–1939), Motorrad- und Automobilrennfahrer
- Ignazio Gardella (1905–1999), Architekt und Designer
- Egidio Gavazzi (1905–1990), Benediktinerabt
- Ruggero Maregatti (1905–1963), Leichtathlet
- Isa Miranda (1905–1982), Schauspielerin
- Angelo de Mojana di Cologna (1905–1988), 77. Großmeister des Malteserordens
- Franco Riccardi (1905–1968), Fechter
- Piero Sacerdoti (1905–1966), Jurist und Versicherungsmanager
- Eugenio Siena (1905–1938), Automobilrennfahrer
- Cele Abba (1906–1992), Theater- und Filmschauspielerin
- Primo Angeli (1906–2003), Jazz- und Unterhaltungsmusiker
- Costantino Borsini (1906–1940), Offizier
- Alberto Rabagliati (1906–1974), Sänger und Schauspieler
- Giulio Cesare Sonzogno (1906–1976), Komponist und Musikpädagoge
- Luchino Visconti (1906–1976), Theater- und Filmregisseur
- Luigia Bonfanti (1907–1973), Sprinterin und Weitspringerin
- Bruno Munari (1907–1998), Maler, Grafiker und Grafikdesigner
- Bruno Pellizzari (1907–1991), Bahnradsportler
- Giovanni Luigi Bonelli (1908–2001), Comicautor und Verleger
- Gioacchino Guaragna (1908–1971), Fechter
- Gianna Perea-Labia (1908–1994), Sängerin (Sopran)
- Luigi Veronesi (1908–1998), Fotograf, Maler, Bühnenbildner und Filmregisseur
- Carlo Agostoni (1909–1972), Fechter
- Roberto Battaglia (1909–1965), Fechter
- Eugenio Colorni (1909–1944), Philosoph und Politiker
- Maria Eisner (1909–1991), US-amerikanische Fotografin, Fotoredakteurin und Fotoreporterin
- Carlo Manzoni (1909–1975), Maler und Schriftsteller
- Livia Pirocchi Tonolli (1909–1985), Biologin und Hochschullehrerin
- Luigi Villoresi (1909–1997), Automobilrennfahrer
- Giorgio Agliani (1910–1996), Filmproduzent
- Pietro Annigoni (1910–1988), Maler
- Giancarlo Brusati (1910–2001), Fechtsportler und Sportfunktionär
- Charlie Cairoli (1910–1980), englischer Clown, Imitator und Musiker
- Augusto Gansser (1910–2012), Schweizer Geologe
- Giuseppe Meazza (1910–1979), Fußballspieler und -trainer
- Elio Ragni (1910–1998), Leichtathlet
- Sandra Ravel (1910–1954), Schauspielerin
- Lionello Levi Sandri (1910–1991), Europapolitiker und EWG-Kommissar
- Edgardo Toetti (1910–1968), Leichtathlet

#### 1911 bis 1920

##### 1911
- Carlo Castelbarco (1911–1988), Adeliger und Automobilrennfahrer
- Emanuele Clarizio (1911–2001), römisch-katholischer Kurienbischof
- Dina Dreyfus (1911–1999), französische Philosophin, Ethnologin, Anthropologin und Familiensoziologin
- Savino Guglielmetti (1911–2006), Geräteturner
- Luigi Martignon (1911–1984), figürlicher Maler und Grafiker
- Nello Pagani (1911–2003), Motorrad- und Automobilrennfahrer
- Diana Pizzavini (1911–1989), Turnerin
- Nino Rota (1911–1979), Komponist
- Alberto Soresina (1911–2007), Komponist und Musikpädagoge

##### 1912
- Gianfranco Gazzana Priaroggia (1912–1943), Marineoffizier
- Carlo Legutti (1912–1985), Radrennfahrer
- Antonia Pozzi (1912–1938), Dichterin
- Charles Rollier (1912–1968), Schweizer Künstler
- Italo Valenti (1912–1995), Maler

##### 1913
- Franco Bordoni-Bisleri (1913–1975), Jagdflieger
- Giannina Censi (1913–1995), Balletttänzerin und Choreografin
- Fabrizio Clerici (1913–1993), Architekt und Zeichner, Grafiker, Maler und Bühnenbildner
- Piero Fornasetti (1913–1988), Maler, Bildhauer, Kunsthandwerker und Innenarchitekt
- Mario Nascimbene (1913–2002), Komponist
- Luigi Piotti (1913–1971), Automobilrennfahrer
- Luigi Rognoni (1913–1986), Musikwissenschaftler
- Albe Steiner (1913–1974), Grafiker, Schriftsteller und Politiker
- Emilio Villoresi (1913–1939), Automobilrennfahrer
- Mario Zagari (1913–1996), Jurist, Journalist und Politiker

##### 1914
- Alberto Lattuada (1914–2005), Filmregisseur
- Riccardo Malipiero (1914–2003), Komponist, Pianist und Musikpädagoge
- Gianni Puccini (1914–1968), Filmregisseur und Drehbuchautor
- Rita Vittadini (1914–2000), Turnerin

##### 1915
- Luciano Foà (1915–2005), Literaturkritiker und Verleger
- Attilio Giovannini (* 1915), Filmkritiker und Trickfilmer
- Dario Mangiarotti (1915–2010), Degenfechter
- Orazio Mariani (1915–1981), Leichtathlet
- Raffaele Paparella (1915–2001), Comiczeichner

##### 1916
- Anna Maria Bottini (1916–2020), Schauspielerin
- Dino Del Bo (1916–1991), Politiker
- Silvana Jachino (1916–2004), Theater- und Filmschauspielerin
- Joseph Janni (1916–1994), Filmproduzent und Drehbuchautor
- Vittorio Mussolini (1916–1997), Filmproduzent
- Mara Selvini Palazzoli (1916–1999), Psychoanalytikerin
- Dino Risi (1916–2008), Filmregisseur und Drehbuchautor
- Marco Zanuso (1916–2001), Industriedesigner und Architekt

##### 1917
- Primo Bergomi (1917–1987), Bahnradsportler
- Massimo Dallamano (1917–1976), Kameramann und Regisseur
- Gian Carlo Malchiodi (1917–2015), Architekt

##### 1918
- Alberto Ascari (1918–1955), Automobilrennfahrer
- Nino Borghi (1918–1994), Szenenbildner und Bühnenbildner
- Achille Castiglioni (1918–2002), Industriedesigner
- Luciano Emmer (1918–2009), Filmregisseur und Drehbuchautor
- Emidio De Felice (1918–1993), Linguist, Romanist und Namenforscher
- Brunella Gasperini (1918–1979), Journalistin und Autorin
- Anna Gobbi (* 1918), Kostümbildnerin und Drehbuchautorin
- Antonio Janigro (1918–1989), Cellist, Dirigent und Hochschullehrer
- Luigi Santucci (1918–1999), Sprachwissenschaftler und Schriftsteller
- Eraldo Volonté (1918–2003), Jazzmusiker

##### 1919
- Aldo Campatelli (1919–1984), Fußballspieler und -trainer
- Lelo Cremonesi (1919–2018), Designer
- Luigi Arialdo Radicati di Brozolo (1919–2019), Physiker
- Edoardo Mangiarotti (1919–2012), Fechter
- Tullia Zevi (1919–2011), Journalistin

##### 1920
- Sandro Angiolini (1920–1985), Comiczeichner und Cartoonist
- Roberto Calvi (1920–1982), Bankangestellter
- Anna Castelli Ferrieri (1920–2006), Architektin und Designerin
- Guido Guerrasio (1920–2015), Filmjournalist und Dokumentarfilmregisseur
- Franca Helg (1920–1989), Architektin und Designerin
- Angelo Loforese (1920–2020), Opernsänger (Tenor)
- Eros Macchi (1920–2007), Fernsehregisseur und Dokumentarfilmer
- Vico Magistretti (1920–2006), Architekt und Industriedesigner
- Carlo Monti (1920–2016), Sprinter
- Ernesto Treccani (1920–2009), Maler
- Franca Valeri (1920–2020), Schauspielerin und Drehbuchautorin

#### 1921 bis 1930

##### 1921
- Antonio Cederna (1921–1996), Publizist, Politiker und Denkmalschutzaktivist
- Silvio Gazzaniga (1921–2016), Bildhauer
- Angelo Mangiarotti (1921–2012), Industriedesigner und Architekt
- Elio Zagato (1921–2009), Automobildesigner und -rennfahrer

##### 1922
- Franco Brusati (1922–1993), Dramatiker, Drehbuchautor und Filmregisseur
- Daniele D’Anza (1922–1984), Drehbuchautor und Filmregisseur
- Glauco Masetti (1922–2001), Jazzmusiker
- Roberto Rocca (1922–2003), italienisch-argentinischer Ingenieur und Unternehmer
- Maurizio Vitale (1922–2021), Italianist und Sprachhistoriker

##### 1923
- Piera Aulagnier (1923–1990), französische Psychoanalytikerin und Psychiaterin
- Corrado Balducci (1923–2008), römisch-katholischer Theologe, Dämonologe und Autor
- Giuseppe Boffa (1923–1998), Journalist, Historiker und Politiker
- Corrado Böhm (1923–2017), theoretischer Informatiker und Computerpionier
- Ezio Bonini (1923–1988), Grafikdesigner und Plakatgestalter
- Eugenio Calabi (1923–2023), Mathematiker
- Valentina Cortese (1923–2019), Schauspielerin
- Roberto Etchepareborda (1923–1985), argentinischer Außenminister und Botschafter
- Augusto Pedrazza (1923–1994), Comiczeichner
- Cesare Siepi (1923–2010), Bassist

##### 1924
- Alberto Ablondi (1924–2010), römisch-katholischer Bischof
- Enrico Baj (1924–2003), Maler, Bildhauer, Kunsttheoretiker und Anarchist
- Cini Boeri (1924–2020), Architektin und Designerin
- Maria Bianca Cita (1924–2024), Geologin, Paläontologin und Hochschullehrerin
- Gil Cuppini (1924–1996), Jazz-Schlagzeuger und Bandleader
- Linda Kohen (* 1924), uruguayische Künstlerin
- Gianfranco Moscati (1924–2018), Sammler von Holocaustdokumenten und Autor
- Paolo Piffarerio (1924–2015), Comiczeichner

##### 1925
- Fernando Alloni (1925–2015), Eisschnellläufer
- Carlo Annovazzi (1925–1980), Fußballspieler
- Dino Attanasio (* 1925), Comiczeichner und -autor
- Gianni Bonagura (1925–2017), Schauspieler und Synchronsprecher
- Luigi Carpaneda (1925–2011), Fechter
- Fabio Carpi (1925–2018), Drehbuchautor und Filmregisseur
- Mario Merz (1925–2003), Künstler
- Umberto Veronesi (1925–2016), Mediziner, Chirurg und Politiker

##### 1926
- Marcello Abbado (1926–2020), Komponist und Pianist
- Vincenzo Agnetti (1926–1981), Konzeptkünstler, Fotograf, Kunsttheoretiker und Schriftsteller
- Giancarlo Bergamini (1926–2020), Fechter
- Onofrio Bramante (1926–2000), Maler und Comiczeichner
- Franco Cerri (1926–2021), Jazzgitarrist und Fernsehmoderator
- Armando Cossutta (1926–2015), Politiker
- Elio Crovetto (1926–2000), Schauspieler
- Pupo De Luca (1926–2006), Jazzmusiker und Schauspieler
- Giangiacomo Feltrinelli (1926–1972), Verleger, Politiker und Revolutionär
- Roberto Gavioli (1926–2007), Trickfilmregisseur
- Vittorio Gelmetti (1926–1992), Komponist
- Giuseppe Pattoni (1926–1999), Motorradrennfahrer, Mechaniker und Unternehmer
- Giancarlo Sala (1926–1981), Automobilrennfahrer
- Enrico Maria Salerno (1926–1994), Schauspieler und Filmregisseur

##### 1927
- Cesare Canevari (1927–2012), Schauspieler und Filmregisseur
- Guido Caroli (1927–2021), Eisschnellläufer
- Guido Schneeberger (1927–2002), Schweizer Bibliograph und Dokumentarist
- Riccardo Levi-Setti (1927–2018), US-amerikanischer Physiker und Trilobiten-Forscher
- Anne Marie Trechslin (1927–2007), Schweizer Malerin, Holzschneiderin, Zeichnerin und Illustratorin

##### 1928
- Mario Alborghetti (1928–1955), Automobilrennfahrer
- Giacomo Biffi (1928–2015), Erzbischof
- Gino Bramieri (1928–1996), Schauspieler
- Marco Ferreri (1928–1997), Filmregisseur und Drehbuchautor
- Fabio Giongo (1928–2019), Opernsänger
- Guido Monzino (1928–1988), Bergsteiger und Forscher
- Enrico Musolino (1928–2010), Eisschnellläufer
- Alberto Pigaiani (1928–2003), Gewichtheber
- Giuseppe Pinelli (1928–1969), Eisenbahnarbeiter und anarchistischer Aktivist
- Giorgio Rebuffi (1928–2014), Comiczeichner und -autor
- Giorgio Stegani (1928–2020), Filmregisseur und Drehbuchautor
- Alberto Zedda (1928–2017), Dirigent und Musikwissenschaftler

##### 1929
- Rodolfo Bonetto (1929–1991), Designer
- Giancarlo Cobelli (1929–2012), Schauspieler und Filmregisseur
- Carlo Fassi (1929–1997), Eiskunstläufer und Eiskunstlauftrainer
- Giorgio Gaslini (1929–2014), Jazzpianist und Komponist
- Sergio Mantovani (1929–2001), Automobilrennfahrer
- Renzo Palmer (1929–1988), Schauspieler
- Felice Quinto (1929–2010), Fotograf

##### 1930
- Charles Caccia (1930–2008), kanadischer Politiker
- Joe Colombo (1930–1971), Architekt und Industriedesigner
- Franco Croci (1930–2021), Kurienbischof der römisch-katholischen Kirche
- Dadamaino (1930–2004), Künstlerin
- Bruno De Filippi (1930–2010), Musiker und Komponist
- Fausto Gardini (1930–2008), Tennisspieler
- Pierangelo Garegnani (1930–2011), Ökonom und Professor
- Italo Martinenghi (1930–2008), Filmproduzent und -Regisseur
- Gianfranco Pagani (* 1930), Filmregisseur und Drehbuchautor
- Pier Luigi Pizzi (* 1930), Bühnenbildner, Kostümbildner und Opernregisseur
- Giuseppe Romagnoni (1930–1964), Maler
- Liliana Segre (* 1930), Überlebende des Holocaust

#### 1931 bis 1940

##### 1931
- Adriana Asti (1931–2025), Schauspielerin
- Lucia Bosè (1931–2020), Schauspielerin
- Guido Citterio (1931–2025), Eisschnellläufer
- Lellia Cracco Ruggini (1931–2021), Historikerin
- Vera Marzot (1931–2012), Kostümbildnerin für Film, Schauspiel und Oper
- Alessandro Mendini (1931–2019), Designer und Architekt
- Alda Merini (1931–2009), Poetin und Romanautorin
- Sandra Mondaini (1931–2010), Schauspielerin und Fernsehmoderatorin
- Gianni Musy (1931–2011), Schauspieler
- Anna Piaggi (1931–2012), Modejournalistin
- Enzo Porta (1931–2020), Geiger, Musikpädagoge und -wissenschaftler
- Aldo Rossi (1931–1997), Architekt und Designer

##### 1932
- Enrico Benzing (* 1932), Ingenieur und Journalist
- Vittorio Bolla (1932–2002), Eishockeytorwart
- Sergio Bonelli (1932–2011), Comicautor und Verleger
- Guido Calabresi (* 1932), US-amerikanischer Rechtswissenschaftler, Richter und Autor
- Niccolò Castiglioni (1932–1996), Komponist
- Armando Dini (* 1932), Erzbischof
- Giacomo Manzoni (* 1932), Komponist und Musikpädagoge
- Antonio Maspes (1932–2000), Radrennfahrer
- Giovanni Raboni (1932–2004), Lyriker, Übersetzer und Literaturkritiker
- Sergio Toppi (1932–2012), Comiczeichner und Illustrator
- Eriprando Visconti (1932–1995), Filmregisseur

##### 1933
- Claudio Abbado (1933–2014), Dirigent
- Gianfranco Bettetini (1933–2017), Semiotiker, Drehbuchautor und Filmregisseur
- Tinto Brass (* 1933), Filmregisseur und Drehbuchautor
- Guido Crepax (1933–2003), Graphiker
- Alfredo Rizzo (1933–2023), Leichtathlet
- Gian Maria Volonté (1933–1994), Schauspieler

##### 1934
- Giancarlo Baghetti (1934–1995), Automobilrennfahrer
- Giorgio Bassi (* 1934), Automobilrennfahrer
- Lucien Bianchi (1934–1969), belgischer Automobilrennfahrer
- Aldo Ceccato (* 1934), Dirigent
- Roberto Ciulli (* 1934), Theaterregisseur
- Bettino Craxi (1934–2000), Politiker
- Edoardo Fazzioli (* 1934), Journalist
- Helmut König (1934–2017), deutscher Medailleur und Graveur
- Luigi Lunari (1934–2019), Dramaturg, Schriftsteller und Essayist
- Ornella Vanoni (* 1934), Sängerin und Schauspielerin

##### 1935
- Osvaldo Bagnoli (* 1935), Fußballspieler und -trainer
- Nanni Balestrini (1935–2019), Schriftsteller und visueller Künstler
- Mario Bellini (* 1935), Designer und Architekt
- Giorgio Buratti (1935–2022), Jazzmusiker
- Gundi Busch (1935–2014), deutsche Eiskunstläuferin
- Ted Dexter (1935–2021), englischer Cricketspieler und -administrator
- Dada Gallotti (* 1935), Schauspielerin
- Giancarlo Ghirardi (1935–2018), Physiker und Hochschullehrer
- Giorgio Grassi (* 1935), Architekt
- Maria Monti (* 1935), Singer-Songwriterin und Schauspielerin
- Lea Pericoli (1935–2024), Tennisspielerin und Stil-Ikone
- Giorgio Pianta (1935–2014), Automobilrennfahrer und Motorsportfunktionär
- Enzo Tonti (1935–2021), Ingenieur und Mathematiker
- Leonardo Del Vecchio (1935–2022), Unternehmer und Designer

##### 1936
- Davide Anzaghi (* 1936), Komponist und Hochschullehrer
- Silvio Berlusconi (1936–2023), Politiker und Unternehmer
- Bruna Colombetti (1936–2008), Fechterin
- Franco Corona (* 1936), Filmschaffender
- Betty Curtis (1936–2006), Sängerin
- Carla Fracci (1936–2021), Primaballerina
- Nanda Vigo (1936–2020), Architektin und Designerin

##### 1937
- Giovanni Arrighi (1937–2009), Soziologe
- Mauro Bianchi (* 1937), Automobilrennfahrer
- Giampiero Biscaldi (1937–2014), Automobilrennfahrer
- Gianni Colombo (1937–1993), Künstler
- Anna Morpurgo Davies (1937–2014), britische Sprachwissenschaftlerin
- Roberto Lazzari (1937–2017), Schwimmer
- Domenico De Lillo (* 1937), Radrennfahrer, Schrittmacher und Sportfunktionär
- Graziano Mancinelli (1937–1992), Springreiter
- Mario Mignucci (1937–2004), Philosophiehistoriker
- Pietro Musone (* 1937), Radrennfahrer
- Giacomo Russo (1937–1967), Automobilrennfahrer
- Grazia Varisco (* 1937). Künstlerin und Hochschullehrerin
- Mario Vegetti (1937–2018), Gräzist und Philosophie- sowie Medizinhistoriker

##### 1938
- Renata Adler (* 1938), US-amerikanische Journalistin und Schriftstellerin
- Alberto Cavallone (1938–1997), Filmregisseur und Drehbuchautor
- Adriano Celentano (* 1938), Sänger, Schauspieler und Fernsehmoderator
- Carlo Franchi (1938–2021), Automobilrennfahrer
- Giovanni Orlandi (1938–2007), Mittellatinist
- Alberto Pagani (1938–2017), Motorradrennfahrer
- Gianluigi Saccaro (1938–2021), Degenfechter
- Marino Vigna (* 1938), Radrennfahrer

##### 1939
- Roberto Bianconi (* 1939), Architekt
- Carmelo Bossi (1939–2014), Profiboxer
- Max Bunker (* 1939), Autor, Comicautor und Verleger
- Carlo Cotti (* 1939), Regisseur
- Giorgio La Malfa (* 1939), Politiker
- Sandro Lopopolo (1939–2014), Profiboxer
- Renzo Maietto (* 1939), Drehbuchautor und Filmregisseur
- Alberto Morellini (* 1939), Radrennfahrer
- Renato Scarpa (1939–2021), Schauspieler
- Eugenio Saini (1939–2009), Endurosportler
- Sandro Salvadore (1939–2007), Fußballspieler

##### 1940
- Fausto Bertinotti (* 1940), Politiker
- Enrico Bombieri (* 1940), Mathematiker
- Maria Grazia Buccella (* 1940), Schauspielerin
- Franco Godi (* 1940), Musiker, Komponist, Dirigent, Arrangeur und Musikproduzent
- Massimo Magrì (* 1940), Industrie- und Werbefilmer
- Gianni Mascolo (1940–2016), Sänger
- Roberto Mazzotta (* 1940), Bankmanager und Politiker
- Giampiero Moretti (1940–2012), Automobilrennfahrer und Unternehmer

#### 1941 bis 1950

##### 1941
- Diego Coletti (* 1941), Bischof
- Liliana Cosi (* 1941), Balletttänzerin
- Ambrogio Fogar (1941–2005), Abenteurer und Autor
- Annie Gorassini (* 1941), Schönheitskönigin und Schauspielerin
- Mario Grasso (1941–2018), Schweizer Illustrator, Designer und Autor
- Mariangela Melato (1941–2013), Schauspielerin
- Luigi Negri (1941–2021), Erzbischof von Ferrara-Comacchio
- Robert Steiner (1941–2016), Schweizer Kunsthistoriker
- Massimo De Vita (* 1941), Comiczeichner

##### 1942
- Bruna Bianchi (1942–2021), Germanistin und Übersetzerin
- Eleonora Bianchi (* 1942), Schauspielerin
- Mauro Ivaldi (* 1942), Filmregisseur und Drehbuchautor
- Gabriele Lavia (* 1942), Regisseur, Dramaturg und Schauspieler
- Maurizio Pollini (1942–2024), Pianist und Dirigent
- Marco Rota (* 1942), Zeichner von Disney-Comics
- Oliviero Toscani (1942–2025), Fotograf

##### 1943
- Annabella Incontrera (1943–2004), Schauspielerin
- Pino Presti (* 1943), Bassist, Arrangeur, Komponist, Orchesterleiter und Musikproduzent

##### 1944
- Carlo M. Croce (* 1944), US-amerikanischer Mediziner
- Daniele Fagarazzi (1944–2019), Comiczeichner
- Filippo Ranieri (1944–2020), deutscher Rechtswissenschaftler

##### 1945
- Anna Brandoli (* 1945), Comiczeichnerin
- Paola Cacchi (1945–2021), Leichtathletin
- Luciano Castellini (* 1945), Fußballspieler und -trainer
- Franco Cortinovis (* 1945), Radrennfahrer
- Massimo Dapporto (* 1945), Filmschauspieler
- Renato Mastropietro (* 1945), Automobilrennfahrer
- Carlo Recalcati (* 1945), Basketballspieler und -trainer
- Luisella Sala (* 1945), Schauspielerin und Dramaturgin
- Fernando Sansò (* 1945), Geodät und Hochschulprofessor

##### 1946
- Ottavio Fabbri (* 1946), Filmschaffender und Maler
- Amedeo Felisa (* 1946), Geschäftsführer des Sportwagenherstellers Ferrari
- Sergio Gori (1946–2023), Fußballspieler
- Gianni Martucci (* 1946), Filmregisseur und Drehbuchautor
- Guido Mazzon (* 1946), Jazztrompeter, Flügelhornist und Komponist
- Vincenzo Tempera (* 1946), Filmkomponist und Keyboarder
- Peter Wolff (* 1946), liechtensteinischer Politiker

##### 1947
- Agostina Belli (* 1947), Schauspielerin
- Donata Berra (* 1947), italienisch-schweizerische Schriftstellerin und Übersetzerin
- Alfredo Castelli (1947–2024), Comicautor
- Marcello Sorce Keller (* 1947), schweizerisch-italienischer Musiker, Musikhistoriker und Musikethnologe
- Luca Novelli (* 1947), Schriftsteller
- Luigi Padovese (1947–2010), römisch-katholischer Bischof und Apostolischer Vikar
- Giovanni Tonoli (1947–1993), Radrennfahrer
- Marcello Varallo (* 1947), Skirennläufer
- Leonardo Visconti di Modrone (* 1947), Diplomat

##### 1948
- Adelio Dell’Oro (* 1948), Bischof von Karaganda
- Marco Tronchetti Provera (* 1948), Geschäftsmann und Unternehmer
- Giorgio Ravegnani (* 1948), Historiker

##### 1949
- Paolo Berlusconi (* 1949), Unternehmer
- Letizia Moratti (* 1949), Unternehmerin und Politikerin
- Giuliano Pisapia (* 1949), Jurist und Politiker
- Miuccia Prada (* 1949), Unternehmerin

##### 1950
- Franco Agnesi (* 1950), Weihbischof
- Gabriele Albertini (* 1950), Politiker
- Riccardo Agusta (1950–2018), Unternehmer und Automobilrennfahrer
- Cristina Bicchieri (* 1950), italienisch-US-amerikanische Philosophin und Hochschullehrerin
- Bruno Bigoni (* 1950), Filmregisseur und Drehbuchautor
- Enzo Fischietti (* 1950), Filmregisseur und Drehbuchautor
- Marco Tullio Giordana (* 1950), Regisseur und Drehbuchautor
- Gabriele Nissim (* 1950), Journalist, Essayist und Historiker
- Cesare Pasini (* 1950), Geistlicher, Handschriftenforscher und Bibliothekar
- Liaty Pisani (* 1950), Schriftstellerin

#### 1951 bis 1960

##### 1951
- Carla Apuzzo (* 1951), Filmproduzentin, Drehbuchautorin und Regisseurin
- Anna Cambiaghi (* 1951), Automobilrennfahrerin
- Carlo Fugazza (* 1951), Karate-Lehrer
- Roberta Mazzoni (* 1951), Drehbuchautorin und Regisseurin
- Marco Risi (* 1951), Filmregisseur
- Rita Trapanese (1951–2000), Eiskunstläuferin

##### 1952
- Fulvio Accialini (* 1952), Filmwirkender
- Alan D. Altieri (1952–2017), Schriftsteller und Übersetzer
- Fabrizio Caleffi (* 1952), Historiker
- Andrea De Carlo (* 1952), Schriftsteller
- Daniele Cavallanti (* 1952), Jazz-Saxophonist
- Rudolf Colm (* 1952), Manager und Volkswirt
- Elena Pedemonte (* 1952), Schauspielerin
- Silvio Wolf (* 1952), Fotograf und Installationskünstler
- Maurizio Zaccaro (* 1952), Filmregisseur und Drehbuchautor

##### 1953
- Riccardo Chailly (* 1953), Dirigent
- Fabio Concato (* 1953), Musiker
- Aldo Maldera (1953–2012), Fußballspieler
- Italo Rota (1953–2024), Architekt, Designer und Innovator
- Attilio Zanchi (* 1953), Jazzbassist

##### 1954
- Roberto Abbado (* 1954), Dirigent
- Fulvio Ballabio (* 1954), Automobilrennfahrer
- Maria Bonafede (* 1954), Pastorin der Waldenser
- Isabella Bruno (* 1954), Dokumentarfilmerin
- Rodolfo Dordoni (1954–2023), Designer für Möbel und Ausstattungen
- Alessandro Nova (* 1954), Kunsthistoriker
- Laura Podestà (1954–2022), Schwimmerin
- Giorgio Villa (* 1954), Rallye-Raid- und Rennboot-Fahrer

##### 1955
- Diego Abatantuono (* 1955), Schauspieler und Drehbuchautor
- Stefano Bellone (* 1955), Fechter
- Furio Di Castri (* 1955), Jazzbassist
- Teo Fabi (* 1955), Skirennläufer und Automobilrennfahrer
- Gianluca Fumagalli (* 1955), Filmregisseur und Drehbuchautor
- Giovanni Gastel (1955–2021), Fotograf
- Claudia Giordani (* 1955), Skirennläuferin
- Salvatore Maccali (* 1955), Radrennfahrer
- Enrico Mentana (* 1955), Journalist und Moderator

##### 1956
- Gigio Alberti (* 1956), Schauspieler
- Michele Alboreto (1956–2001), Automobilrennfahrer
- Stefano Boeri (* 1956), Architekt und Autor
- Paolo Chiesa (* 1956), mittellateinischer Philologe
- Luca Francesconi (* 1956), Komponist
- Angelo Longoni (1956–2025), Filmregisseur und Drehbuchautor
- Walter Prati (* 1956), Komponist und Improvisationsmusiker
- Tiziano Tononi (* 1956), Jazz-Schlagzeuger und Komponist

##### 1957
- Sergio Barbanti (* 1957), Diplomat
- Fabrizio Bentivoglio (* 1957), Schauspieler
- Giulio Ciarambino (* 1957), Filmregisseur
- Paolo Nespoli (* 1957), Raumfahrer
- Enrico Ruggeri (* 1957), Sänger, Komponist und Fernsehmoderator
- Michele Soavi (* 1957), Regisseur und Drehbuchautor

##### 1958
- Vittorio Agnoletto (* 1958), Politiker
- Gabriele Caccia (* 1958), römisch-katholischer Erzbischof und Diplomat des Heiligen Stuhls
- Anna Casagrande (* 1958), Vielseitigkeitsreiterin
- Almo Coppelli (* 1958), Automobilrennfahrer
- Giuseppe Dossena (* 1958), Fußballspieler und -trainer
- Paolo Martinelli (* 1958), Apostolischer Vikar des Apostolischen Vikariats Südliches Arabien
- Riccardo Paletti (1958–1982), Automobilrennfahrer
- Massimo Pedrazzini (* 1958), Fußballspieler und -trainer
- Giuseppe Sala (* 1958), Politiker und Bürgermeister von Mailand
- Silvio Soldini (* 1958), italienisch-schweizerischer Regisseur
- Stefano Sposetti (* 1958), Schweizer Amateurastronom und Asteroidenentdecker

##### 1959
- Mario Beretta (* 1959), Fußballspieler und -trainer
- Peter Gullin (1959–2003), schwedischer Baritonist und Tenorsaxophonist
- Curzio Maltese (1959–2023), Politiker
- Marisa Masullo (* 1959), Sprinterin
- Giuseppe Negri (* 1959), Bischof von Santo Amaro
- Maurizio Pisati (* 1959), Komponist und Gitarrist
- Mauro Zuliani (* 1959), Leichtathlet

##### 1960
- Stefano Casiraghi (1960–1990), Unternehmer und Offshore-Rennfahrer
- Elena Esposito (* 1960), Soziologin
- Vittorio Hösle (* 1960), deutscher Philosoph
- Nicola Lanza de Cristoforis (* 1960), General der Luftwaffe
- Jacques Reynaud (* 1960), Modedesigner und Kostümbildner
- Greta Scacchi (* 1960), italienisch-australische Schauspielerin
- Caterina Vertova (* 1960), Theater-, Film- und Fernsehschauspielerin
- Walter Zenga (* 1960), Fußballtorhüter und -trainer

#### 1961 bis 1970

##### 1961
- Paolo Barilla (* 1961), Industriemanager und ehemaliger Automobilrennfahrer
- Massimo Brunelli (* 1961), Radrennfahrer
- Paolo Carignani (* 1961), Musiker und Dirigent
- Roberto Cingolani (* 1961), Physiker
- Massimo Colombo (* 1961), Jazzmusiker und Komponist
- Corrado Fabi (* 1961), Automobilrennfahrer
- Anna Di Francisca (* 1961), Regisseurin und Drehbuchautorin
- Daniele Gatti (* 1961), Dirigent
- Dario Mantovani (* 1961), Rechtshistoriker
- Angelo Mazzoni (* 1961), Fechter
- Roberto Perotti (* 1961), Wirtschaftswissenschaftler
- Giuseppe Valditara (* 1961), Hochschullehrer und Politiker

##### 1962
- Stefano Allocchio (* 1962), Radrennfahrer
- Maria Bettetini (1962–2019), Philosophin
- Carmen Butta (* 1962), deutsch-italienische Journalistin und Regisseurin
- Cosimo Ferro (* 1962), Degenfechter
- Marco Giovannetti (* 1962), Radrennfahrer
- Luca Pignatelli (* 1962), Künstler
- Giulio Superti-Furga (* 1962), Molekular- und Systembiologe
- Massimo Zanetti (* 1962), Operndirigent

##### 1963
- Spartaco Albertarelli (* 1963), Spieleautor und Journalist
- Biagio Antonacci (* 1963), Sänger und Liedermacher
- Marco Arosio (1963–2009), Philosoph
- Stefano Bagnoli (* 1963), Jazzmusiker
- Claudio Bellini (* 1963), Architekt und Produktdesigner
- Giuseppe Bergomi (* 1963), Fußballspieler und -trainer
- Giovanna Borradori (* 1963), Philosophin
- Ivan Capelli (* 1963), Automobilrennfahrer
- Simone Colombo (* 1963), Tennisspieler
- Corrado Maria Daclon (* 1963), Wissenschaftler und Publizist
- Michele Di Tolve (* 1963), römisch-katholischer Geistlicher, Weihbischof in Rom
- Valerie Dore (* 1963), Sängerin
- Alessandra Ferri (* 1963), Balletttänzerin
- Marcello Foa (* 1963), Journalist, Geschäftsmann, Blogger und Schriftsteller
- Giovanni Franceschi (* 1963), Schwimmer
- Patricia Lips (* 1963), deutsche Politikerin
- Christian Meyer (* 1963), Schweizer Jazz- und Fusionmusiker
- Benedetta Tagliabue (* 1963), Architektin

##### 1964
- Maria Luisa Busi (* 1964), Journalistin
- Paolo Caldarella (1964–1993), Wasserballspieler
- Andrea Chiesa (* 1964), Automobilrennfahrer
- Cordiano Dagnoni (* 1964), Sportfunktionär und Schrittmacher
- Roberta Felotti (* 1964), Schwimmerin
- Teresa Hohenlohe (1964–2007), österreichische Galeristin
- Debrah Ann Miceli (* 1964), italo-amerikanische Wrestlerin und Monstertruckfahrerin
- Jacopo Quadri (* 1964), Filmeditor und Dokumentarfilm-Regisseur
- Corrado Sanguineti (* 1964), katholischer Geistlicher und Bischof von Pavia
- Alfonso Signorini (* 1964), Autor, Journalist und Fernsehmoderator

##### 1965
- Antonella Sciarrone Alibrandi (* 1965), Wirtschaftsrechtlerin und Hochschullehrerin
- Pietro Barabaschi (* 1965), Wissenschaftsmanager und Elektroingenieur
- Stefano Battaglia (* 1965), Pianist und Komponist
- Mirko Fait (* 1965), Jazzmusiker
- Roberto Di Gioia (* 1965), italienisch-deutscher Fusionmusiker
- Anna Giordano (* 1965), Ornithologin und Umweltaktivistin
- Lucas Kazan (* 1965), Filmproduzent und Filmregisseur von homosexuellen Pornofilmen
- Patricia Kraus (* 1965), spanische Sängerin
- Giorgio Madia (* 1965), Balletttänzer, Choreograf und Regisseur
- Billy More (1965–2005), Art Kunstfigur
- Silvia Pellegrini (* 1965), römisch-katholische Theologin
- Giulio Ricciarelli (* 1965), Schauspieler, Regisseur und Filmproduzent
- Paolo Seganti (* 1965), Schauspieler
- Carlo Maria Polvani (* 1965), Geistlicher und beigeordneter Untersekretär des Päpstlichen Rates für die Kultur
- Pietro Supino (* 1965), Schweizer Jurist und Verleger
- Marco Volken (* 1965), Fotograf, Journalist und Autor

##### 1966
- Marina Berlusconi (* 1966), Unternehmerin
- Pietro Bortone (* 1966), Neogräzist
- Axel Braun (* 1966), Pornoregisseur und -produzent
- Antonio Brencich (* 1966), Bauingenieur
- Pasquale Camerlengo (* 1966), Eiskunstläufer
- Roberta Invernizzi (1966), Konzert- und Opernsängerin
- Francesco Manca (* 1966), Amateurastronom und Asteroidenentdecker
- Marco Vaccari (* 1966), Sprinter

##### 1967
- Alessandro Aimar (* 1967), Sprinter
- Benny Benassi (* 1967), Sänger und DJ
- Sandra Ceccarelli (* 1967), Schauspielerin
- DJ Dado (* 1967), Discjockey und Mixer
- Barbara Frittoli (* 1967), Opern-, Lied- und Konzertsängerin
- Laura Golarsa (* 1967), Tennisspielerin
- Fabio Grossi (* 1967), Sprinter
- Andrea Nuti (* 1967), Sprinter
- Giovanni Perricelli (* 1967), Geher
- Domenico Schiattarella (* 1967), Automobilrennfahrer
- Bratt Sinclaire (* 1967), Musikproduzent
- Fabrizio Trezzi (* 1967), Radrennfahrer
- Claudio Vandelli (* 1967), Dirigent

##### 1968
- Daniele Caramani (* 1968), Politologe
- Michelangelo Frammartino (* 1968), Drehbuchautor und Filmregisseur
- Gabriella Gambino (* 1968), Bioethikerin und Kurienbeamtin
- Vittorio Ghielmi (* 1968), Gambist und Musikpädagoge
- DJ Lhasa (* 1968), DJ und Musikproduzent
- Claudio Malaponti (* 1968), Filmregisseur und Drehbuchautor
- Paolo Maldini (* 1968), Fußballspieler
- Riccardo Pittis (* 1968), Basketballspieler
- Luca Sacchi (* 1968), Schwimmer
- Fernando Scarpa (* 1968), Regisseur

##### 1969
- Pier Silvio Berlusconi (* 1969), Medien-Unternehmer
- Diana Bianchedi (* 1969), Fechterin
- Sabino Cannone (* 1969), Bahnradsportler
- Cesare Cicardini (* 1969), Fotograf und Filmregisseur
- Federico Ferrari (* 1969), Philosoph und Kunstkritiker
- Giacobbe Fragomeni (* 1969), Profiboxer
- Valentina Pisanty (* 1969), Semiotikerin
- Andrea Stefani (* 1969), Fußballschiedsrichterassistent

##### 1970
- Alberto David (* 1970), Schachspieler
- Andrea De Felip (* 1970), Diplomat
- Jean Ven Robert Hal (* 1970), Musiker und Komponist
- Lara Molinari (* 1970), Comic-Zeichnerin und Illustratorin
- Marco Negri (* 1970), Fußballspieler
- Csaba dalla Zorza (* 1970), Köchin, Kochbuchautorin, Fernsehmoderatorin und Verlegerin

#### 1971 bis 1980

##### 1971
- Marco Cappato (* 1971), Politiker
- Francesca Martinelli (* 1971), Skibergsteigerin
- Roberto Pasolini (* 1971), Ordensgeistlicher, Prediger des päpstlichen Hauses
- Max Pescatori (* 1971), Pokerspieler
- Paola Pivi (* 1971), Künstlerin
- Gianmarco Pozzoli (* 1971), Schauspieler, Komiker und Illustrator

##### 1972
- Stefano Bollani (* 1972), Jazz-Pianist
- Davide Corti (* 1972), Fußballspieler und -trainer
- Silvia Farina Elia (* 1972), Tennisspielerin
- Gianluca Grignani (* 1972), Liedermacher
- Paolo Jannacci (* 1972), Pop- und Jazzmusiker
- Giuseppe Povia (* 1972), Liedermacher
- Giancarlo Raimondi (* 1972), Radrennfahrer
- Cristina Scabbia (* 1972), Metal-Sängerin
- Guido Trenti (* 1972), US-amerikanischer Radrennfahrer

##### 1973
- Alessandro Bosetti (* 1973), Performance-Künstler, Komponist und Jazzsaxophonist
- Carlo Cudicini (* 1973), Fußballtorhüter
- Marco Delvecchio (* 1973), Fußballspieler
- Giovanni Davide Maderna (* 1973), Filmregisseur
- Matteo Poli (* 1973), Architekt, Landschaftsarchitekt und Universitätsprofessor
- Giuseppe Zappella (* 1973), Fußballspieler

##### 1974
- Michele Didoni (* 1974), Leichtathlet
- Davide Formisano (* 1974), klassischer Flötist
- Andrea Galluccio (* 1974), Musiker, Komponist und Multiinstrumentalist
- Maurizio Margaglio (* 1974), Eiskunstläufer
- Arturo Di Napoli (* 1974), Fußballspieler
- Fabio Sacchi (* 1974), Radrennfahrer

##### 1975
- Gala (* 1975), Sängerin
- Taketo Gohara (* 1975), japanischer Filmkomponist, Sounddesigner, Musikarrangeur und Musikproduzent
- Alessandro Pistone (* 1975), Fußballspieler
- Licia Ronzulli (* 1975), Politikerin
- Alfredo Rota (* 1975), Fechter

##### 1976
- Cristian Brocchi (* 1976), Fußballspieler
- Ivano Brugnetti (* 1976), Geher
- Davide Casaleggio (* 1976), Internetunternehmer und politischer Aktivist

##### 1977
- Antonio Borghini (* 1977), Jazz-Bassist
- Silvia Colloca (* 1977), Schauspielerin
- Samantha Cristoforetti (* 1977), Kampfpilotin und Raumfahrerin
- Gabriele Gardel (* 1977), Schweizer Automobilrennfahrer
- Luca Paolini (* 1977), Radrennfahrer
- Melissa Parmenter (* 1977), britische Filmproduzentin und Filmkomponistin
- Emanuela Zanchi (* 1977), Wasserballspielerin

##### 1978
- Lucilla Agosti (* 1978), Schauspielerin, Showmasterin und Moderatorin
- Marco Balzano (* 1978), Schriftsteller und Dozent
- Matteo Bobbi (* 1978), Automobilrennfahrer
- Alberto Bona (* 1978), Film- und Theaterschauspieler sowie Drehbuchautor und Filmregisseur
- Andrea Tomatis (* 1978), Volleyball- und Beachvolleyballspieler

##### 1979
- Simon Badjie (* 1979), gambischer Fußballspieler
- Matteo Bellina (* 1979), Filmschauspieler
- Diego Confalonieri (* 1979), Fechter
- Matteo Pelliciari (* 1979), Schwimmer

##### 1980
- Roberto Cammarelle (* 1980), Amateurboxer
- Andrea Gessa (* 1980), Fußballspieler
- Massimo Gobbi (* 1980), Fußballspieler
- Francesca Schiavone (* 1980), Tennisspielerin
- Rik De Voest (* 1980), Tennisspieler
- Cosimo Fini (* 1980), Rapper

#### 1981 bis 1990
- Davide Cantoni (* 1981), Ökonom und Wirtschaftshistoriker
- Andrea Caracciolo (* 1981), Fußballspieler
- Massimo Ganci (* 1981), Fußballspieler
- Alberto Schieppati (* 1981), Skirennläufer
- Luca Antonini (* 1982), Fußballspieler
- Viviana Schiavi (* 1982), Fußballspielerin
- Eleonora Evi (* 1983), Politikerin
- Margherita Missoni (* 1983), Model und Schauspielerin
- Daniela Stracchi (* 1983), Fußballspielerin
- Matteo Anania (* 1984), Fußballspieler
- Malika Ayane (* 1984), Sängerin und Cantautrice
- Laura Milani (* 1984), Ruderin
- Elisa Muri (* 1984), Volleyballspielerin
- Claudio Terzi (* 1984), Fußballspieler
- Luca Lanotte (* 1985), Eiskunstläufer
- Cristiano Monguzzi (* 1985), Radrennfahrer
- Giacomo Ricci (* 1985), Automobilrennfahrer
- Marco Valli (* 1985), Politiker
- Valentina Marchei (* 1986), Eiskunstläuferin
- Mondo Marcio (* 1986), Rapper und Musikproduzent
- Matteo Salonia (* 1986), Historiker
- Allegra Versace (* 1986), Geschäftsfrau
- Andrea Arnaboldi (* 1987), Tennisspieler
- Bianca Atzei (* 1987), Popsängerin
- Andrea Consigli (* 1987), Fußballspieler
- Stefania Marchetto (* 1987), Malerin, Graffiti- und Streetart-Künstlerin
- Elena Maria Bonfanti (* 1988), Sprinterin
- Brenda Cardullo (* 1988), Popsängerin
- Davide Di Gennaro (* 1988), Fußballspieler
- Fabio Onidi (* 1988), Automobilrennfahrer
- Matteo Bruscagin (* 1989), Fußballspieler
- Alberto Frezza (* 1989), Schauspieler
- Eleonora Giorgi (* 1989), Geherin
- Giacomo Nizzolo (* 1989), Radrennfahrer
- Rose Villain (* 1989), Popsängerin und Rapperin
- Federica Brignone (* 1990), Skirennläuferin

#### 1991 bis 2000
- Federica Abbate (* 1991), Songwriterin und Sängerin
- Regina Baresi (* 1991), Fußballspielerin
- Matilda Lutz (* 1991), Schauspielerin
- Cristina Marino (* 1991), Filmschauspielerin und Model
- Matteo Rivolta (* 1991), Schwimmer
- Veronica Bitto (* 1992), Schauspielerin
- Sara Breidenbach (* 1992), Beachvolleyballspielerin
- David Fumanelli (* 1992), Automobilrennfahrer
- Mahmood (* 1992), Sänger
- Mattia De Sciglio (* 1992), Fußballspieler
- Sfera Ebbasta (* 1992), Rapper
- Annie Barbazza (* 1993), Sängerin
- Valentina Diouf (* 1993), Volleyballspielerin
- Laura Giuliani (* 1993), Fußballspielerin
- Ghali Amdouni (* 1993), Rapper
- Vicky Piria (* 1993), Automobilrennfahrerin
- Davide Re (* 1993), Leichtathlet
- Liv Westphal (* 1993), französische Leichtathletin
- Lorenzo Perini (* 1994), Leichtathlet
- Niccolò Macii (* 1995), Eiskunstläufer
- Tommaso Sala (* 1995), Skirennläufer
- Giulia Guerrini (* 1996), Schauspielerin und Sängerin
- Niccolò Macii (* 1995), Eiskunstläufer
- Luisa Bertani (* 1996), italienisch-bulgarische Skirennläuferin
- Matteo Moschetti (* 1996), Radrennfahrer
- Federica Prati (* 1996), Tennisspielerin
- Michele Rocca (* 1996), Fußballspieler
- Virginia Troiani (* 1996), Sprinterin
- Amanda Campana (* 1997), Schauspielerin, Model und Maskenbildnerin
- Celeste Dalla Porta (* 1997), Schauspielerin und Model
- Michele Di Gregorio (* 1997), Fußballspieler
- Luca Vergallito (* 1997), Radrennfahrer
- Linda Caridi (* 1998), Schauspielerin
- Marta Pandini (* 1998), Fußballspielerin
- Filippo Tortu (* 1998), Sprinter
- Federica Isola (* 1999), Degenfechterin
- Beatrice Merlo (* 1999), Fußballspielerin
- Simone Barlaam (* 2000), Schwimmer
- Miriam Longo (* 2000), Fußballspielerin

### 21. Jahrhundert
- Nicolò Carucci (* 2001), Ruderer
- Daniel Maldini (* 2001), Fußballspieler
- Matteo Markus Bok (* 2003), deutsch-italienischer Popsänger
- Amber Dútta (* 2003), Schauspielerin und Tänzerin
- Roko Šimić (* 2003), kroatischer Fußballspieler
- Luca Sito (* 2003), Sprinter
- Julia Ituma (2004–2023), Volleyballspielerin
- Matteo Sioli (* 2005), Hochspringer
- Giulia Dragoni (* 2006), Fußballspielerin
- Erika Saraceni (* 2006), Dreispringerin
- Francesco Camarda (* 2008), Fußballspieler
- Daniele Leonardo Inzoli (* 2008), Leichtathlet

## Bekannte Einwohner von Mailand

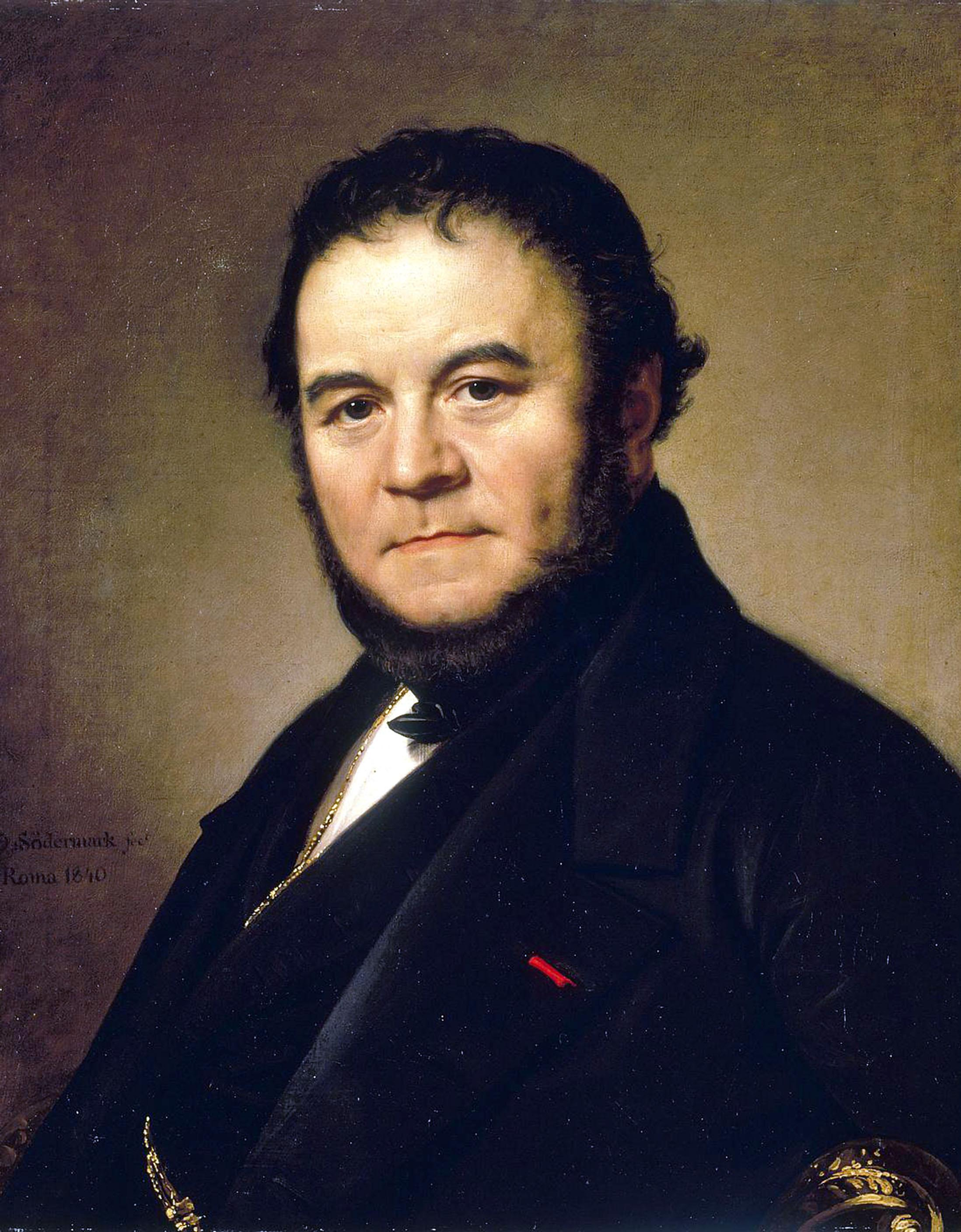
Stendhal

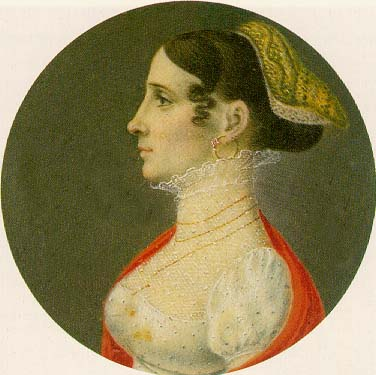
Maria Ludovika Beatrix von Österreich-Este

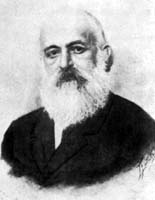
Giovanni Battista Cavalcaselle

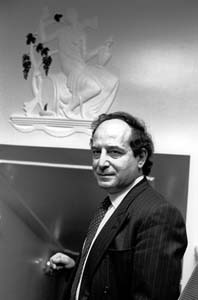
Roberto Calasso

### Bis 1900
- Sebastian (* in Mailand oder Narbonne; † um 288), römischer Soldat und Märtyrer
- Augustinus von Hippo (354–430), Kirchenlehrer der Spätantike
- Flavio Biondo (1392–1463), Historiker
- Giorgio Valla (* um 1447 in Piacenza; † 1499 in Venedig), Mediziner, Astronom, lateinischer und griechischer Philologe und Musikologe. Student und Dozent in Mailand.
- Giovanni Antonio Amadeo (1447–1522), Bildhauer, Architekt
- Leonardo da Vinci (1452–1519), Maler, Bildhauer, Architekt, Anatom, Mechaniker, Ingenieur und Naturphilosoph
- Andrea Alciato (1492–1550), Jurist und Humanist
- Francesco Ciceri (1521–1596), Humanist und Hochschullehrer
- Camillo Procaccini (1561–1629), Maler
- Carlo Antonio Procaccini (1571–nach 1628), Maler
- Giovanni Battista Crespi, gen. Cesano (1573–1632), Maler, Bildhauer und Architekt
- Giulio Cesare Procaccini (1574–1625), Maler und Bildhauer
- Gaspare Aselli (* um 1581 in Cremona; † 14. April 1626 in Mailand), Chirurg, Professor für Chirurgie Anatomie, Ehrenbürger Mailands
- Antonio Abati (um 1600 – 1667), Dichter
- Giovanni Stefano Doneda il Montalto (1612–1690), Maler und Freskant
- Pedro Ronquillo Briceño (1630–1691), Botschafter von Karl II. von Spanien
- Carlo Giuseppe Testore (ca. 1660–1737), Geigenbauer
- Filippo Argelati (1685–1755), Gelehrter und Herausgeber
- Antonio Aldini (1755–1826), Politiker
- Camillo Pacetti (1758–1827), Bildhauer
- Faustino Anderloni (1766–1847), Kupferstecher
- Friedrich von Bretschneider (1770–1846), österreichischer Feldmarschallleutnant, Stadtkommandant von Mailand
- Pelagio Palagi (1775–1860), Maler, Bildhauer und Möbelgestalter
- Friedrich Lose (1776–1833), deutscher Landschaftsmaler, Zeichner, Kupferstecher und Lithograf
- Stendhal (1783–1842), französischer Schriftsteller
- Maria Ludovika Beatrix von Österreich-Este (1787–1816), österreichische Kaiserin
- Giovita Scalvini (1791–1843), Dichter und Literaturkritiker
- Innocenzo Fraccaroli (1805–1882), Bildhauer
- Giovanni Battista Cavalcaselle (1819–1897), Zeichner und Maler
- Vincenzo Vela (1820–1891), Bildhauer
- Graziadio Isaia Ascoli (1829–1907), Professor an der Accademia scientifico-letteraria in Mailand
- Giovanni Martignoni (1830–1915), Erfinder des Spiralbohrer
- Ulrico Hoepli (1847–1935), Verleger, Editor[2]
- Rosina Storchio (1872–1945), Opernsängerin
- Elvezia Michel-Baldini (1887–1963), Schweizer Malerin, Zeichnerin, Buchillustratorin, Kunstweberin und Philanthropin
- Elvira de Hidalgo (1888–1980), spanische Opernsängerin
- Alfonso Corradi (1889–1972), Maler
- Filippo De Pisis (1896–1956), Maler
- Antonino Votto (1896–1985), Opern-Dirigent
- Gabriele Mucchi (1899–2002), Maler, Grafiker und Architekt

### Ab 1901
- Antonio Calderara (1903–1978), Maler, Zeichner und Lithograf
- Andrea Giovene (1904–1995), Schriftsteller
- Felicja Blumental (1908–1991), polnisch-brasilianische Pianistin
- Giulietta Simionato (1910–2010), Opernsängerin
- Guido Morselli (1912–1973), Romancier
- Mimmo Rotella (1918–2006), Künstler
- Karl Plattner (1919–1986), Südtiroler Maler
- Carlo Riva (1922–2017), Bootsbauer und -designer
- Giuseppe Chiappella (1924–2009), Fußballspieler und -trainer
- Francesco Leonetti (1924–2017), Schriftsteller und Dichter
- István Nyers (1924–2005), ungarischer Fußballspieler
- Kenjirō Azuma (1926–2016), Bildhauer
- Arnaldo Pomodoro (1926–2025), Bildhauer
- Gianni Berengo Gardin (1930–2025), Fotograf
- Inge Feltrinelli (1930–2018), deutsch-italienische Fotografin und Verlegerin
- Enzo Mari (1932–2020), Designer und Objektkünstler
- Vincenzo Consolo (1933–2012), Schriftsteller
- Guy Harloff (1933–1991), französisch-niederländischer Maler und Grafiker
- Rudi Wach (* 1934), österreichischer Maler und Bildhauer
- Radomir Damnjanović (1936–2025), jugoslawischer Maler und Body-Art Künstler
- Luciano Fabro (1936–2007), Maler und Objektkünstler
- Hiroshi Shirai (1937–2024), zeitgenössische Person im Bereich des Shōtōkan-Karate
- Getulio Alviani (1939–2018), Maler und Objektkünstler
- Roberto Calasso (1941–2021), Essayist und Schriftsteller
- James Coleman (* 1941), Konzeptkünstler
- Roger Selden (* 1945), Künstler
- Ignazio La Russa (* 1947), Politiker
- Helmut Schober (1947–2024), österreichischer Maler und Performance-Künstler
- Luzia Braun (* 1954), deutsche Filmemacherin, Redakteurin und Moderatorin
- Stefano Giovannoni (* 1954), Architekt und Designer
- Marco Bechis (* 1955), italienisch-chilenischer Filmregisseur und Drehbuchautor
- Teresa Ann Savoy (1955–2017), englisch-italienische Schauspielerin
- Paolo Nespoli (* 1957), Raumfahrer
- Fernando Leal Audirac (* 1958), Bildender Künstler, Maler, Grafiker, Illustrator, Bildhauer und Designer
- Pasquale Marrazzo (* 1961), Filmregisseur, Drehbuchautor und Filmproduzent
- Karin Giegerich (* 1963), deutsche Schauspielerin
- Giovanni Manfredini (* 1963), Maler
- Bernhard Rüdiger (* 1964), Künstler
- Adrian Paci (* 1969), albanischer Künstler
- Lorenzo Sanguedolce (* 1975), US-amerikanischer Tenorsaxophonist
- Pawel Runow (* 1976), ukrainischer Akkordeon-Spieler
- Samantha Cristoforetti (* 1977), Kampfpilotin und Raumfahrerin
- Federico Dimarco (* 1997), Fußballspieler
- Rebecca Coco Edogamhe (* 2001), Schauspielerin